# Llista de videojocs de Famicom
Aquest article és una llista de videojocs de la Nintendo Family Computer ordenats alfabèticament. Les dates dels llançaments estan en mesos/dies/anys. Tots aquests videojocs han estat llançats al Japó, Àsia, o moltes altres regions. Els videojocs de l'Amèrica del Nord i Europa són a la Llista de videojocs de NES. La Family Computer va ser llançada per Nintendo al 15 de juliol de 1983 i van aparèixer les versions de Donkey Kong, Donkey Kong Junior, i Popeye com a títols de llançament; l'últim videojoc amb llicència per a la consola va ser Takahashi Meijin no Bōken Jima IV en 1994.
| Títol                                                       | Data de publicació | Fabricant                    | Notes |
| 0-9                                                         | 0-9                | 0-9                          | 0-9 |
| ----------------------------------------------------------- | ------------------ | ---------------------------- | --- |
| 100 Man Dollar Kid: Maboroshi no Teiou Hen                  | 01/06/89           | Sofel                        | Llançat com a Casino Kid als EUA |
| 10-Yard Fight                                               | 08/30/85           | Irem                         | |
| 1942                                                        | 12/11/85           | Capcom                       | |
| 1943: The Battle of Midway                                  | 06/20/88           | Capcom                       | |
| 1999: Hore, Mitakotoka! Seikimatsu                          | 09/18/92           | Coconuts                     | Només al Japó |
| 2010                                                        | 08/03/90           | Capcom                       | Llançat als EUA com a Street Fighter 2010: The Final Fight (no està relacionat amb la Capcom Final Fight series) |
| 4ninuchi Mahjong                                            | 11/02/84           | Nintendo                     | Només al Japó |
| 8 Eyes                                                      | 09/27/88           | Seta Corporation             | |
| '89 Dennou Kyuusei Uranai                                   | 12/10/88           | Induction Produce            | Només al Japó |
| A                                                           |                    |                              | |
| A Ressha de Ikou                                            | 08/21/91           | Pony Canyon                  | Només al Japó |
| Aa Yakyuu Jinsei Icchokusen                                 | 12/25/92           | Sammy Studios                | Només al Japó |
| Abadox                                                      | 12/15/89           | Natsume                      | |
| Abarenbou Tengu                                             | 12/14/90           | Meldac                       | Llançat als EUA com a Zombie Nation |
| Aces: Iron Eagle III                                        | 08/07/92           | Pack-In-Video                | Només al Japó |
| Advanced Dungeons and Dragons: Dragons of Flame             | 02/21/92           | Pony Canyon                  | Només al Japó |
| Advanced Dungeons and Dragons: Heroes of the Lance          | 03/08/91           | Pony Canyon                  | |
| Advanced Dungeons and Dragons: Hillsfar                     | 03/21/91           | Pony Canyon                  | |
| Advanced Dungeons and Dragons: Pool of Radiance             | 06/28/91           | Pony Canyon                  | |
| The Adventures of Lolo                                      | 01/06/90           | HAL                          | Llançat als EUA com a The Adventures of Lolo 2 |
| The Adventures of Lolo 2                                    | 12/26/90           | HAL                          | Llançat als EUA com a The Adventures of Lolo 3 |
| The Adventures of Tom Sawyer                                | 02/06/89           | Seta                         | |
| After Burner II                                             | 03/30/89           | SunSoft                      | |
| Ai Sensei no Oshiete: Watashi no Hoshi                      | 03/26/93           | Irem                         | Només al Japó |
| Aigina no Yogen: From the Legend of Balubalouk              | 11/21/86           | Vic Tokai                    | Només al Japó |
| Air Fortress                                                | 08/11/87           | HAL                          | |
| Airwolf                                                     | 12/24/88           | Kyugo Boueki                 | |
| Akagawa Jirou no Yuurei Ressha                              | 02/08/91           | King Records                 | Només al Japó |
| Akakage                                                     | 05/20/88           | Toei Animation               | Només al Japó |
| Akira                                                       | 12/24/88           | Taito                        | Només al Japó |
| Akuma no Shoutaijou                                         | 09/29/89           | Kemco                        | Llançat com a Uninvited als EUA |
| Akumajou Densetsu                                           | 12/22/89           | Konami                       | Llançat com a Castlevania III: Dracula's Curse als EUA |
| Akumajou Dracula                                            | 09/22/86           | Konami                       | Llançat com a Castlevania als EUA |
| Akumajou Special - Boku Dracula Kun                         | 10/19/90           | Konami                       | Només al Japó. |
| Akuma-kun: Makai no Wana                                    | 02/24/90           | Bandai                       | Només al Japó |
| Alien Syndrome                                              | 12/02/88           | Sunsoft                      | Llançat als EUA sense llicència per Tengen |
| America Daitouryou Senkyo                                   | 10/28/88           | Hector                       | Només al Japó |
| America Oudan Ultra Quiz: Shijou Saidai no Tatakai          | 11/29/91           | Tomy                         | Només al Japó |
| American Dream                                              | 09/23/89           | Coconuts                     | Només al Japó |
| American Football                                           | 11/11/88           | K Amusement Leasing          | Només al Japó |
| Ankoku Shinwa: Yamato Takeru Densetsu                       | 03/24/89           | Tokyo Shoseki                | Només al Japó |
| Antarctic Adventure                                         | 04/22/85           | Konami                       | Només al Japó, també conegut com Kekkyoku Nankyoku Daibouken |
| Aoki Ookami to Shiroki Mejika: Genchou Hishi                | 03/25/93           | Koei                         | Només al Japó |
| Aoki Ookami to Shiroki Mejika: Genghis Khan                 | 04/20/89           | Koei                         | Llançat als Estats Units com a Genguis Kan |
| Arabian Dream Sherezaado                                    | 09/03/87           | Culture Brain                | Llançat com a Magic of Scheherezade als EUA |
| Arctic: Active Rail Playing                                 | 02/23/90           | Pony Canyon                  | Només al Japó |
| Argos no Senshi                                             | 04/14/87           | Tecmo                        | Llançat com a Rygar als EUA |
| Argus                                                       | 04/17/86           | Jaleco                       | Només al Japó |
| Arkanoid                                                    | 12/26/86           | Taito                        | Es pot utilitzar Arkanoid Controller |
| Arkanoid II                                                 | 03/08/88           | Taito                        | Només al Japó, es pot utilitzar Arkanoid Controller |
| Armadillo                                                   | 08/09/91           | IGS                          | Només al Japó |
| Artelius                                                    | 11/13/87           | Nihon Busson                 | Només al Japó |
| Asmik Kun Land                                              | 12/20/91           | Asmik Ace                    | Només al Japó |
| ASO: Armored Scrum Object                                   | 09/03/86           | SNK                          | Llançat als EUA com a Alpha Mission |
| Astro Fang: Super Machine                                   | 10/26/90           | A Wave                       | Només al Japó |
| Astro Robo Sasa                                             | 08/09/85           | Ascii                        | Només al Japó |
| Athena                                                      | 06/05/87           | SNK                          | |
| Atlantis no Nazo                                            | 04/17/86           | Sunsoft                      | Només al Japó, en un prototip americà es deia Super Pitfall 2 |
| Attack Animal Gakuen                                        | 12/26/87           | Pony Canyon                  | Només al Japó |
| AV Pachi Slot                                               | 1991               | Hacker International         | Llançat com a Hot Slots als EUA |
| AV Poker                                                    | 1990               | Hacker International         | Només al Japó |
| AV Soccer                                                   | 1991               | Hacker International         | Només al Japó |
| B                                                           |                    |                              | |
| Babel no Tou                                                | 07/18/86           | Namco                        | Només al Japó |
| Baken Hisshou Gaku - Gate In                                | 05/25/90           | K Amusement                  | Només al Japó |
| Bakushou! Star Monomane Shitennou                           | 09/14/90           | Pack-In-Video                | Només al Japó |
| Bakushou!! Ai no Gekijou                                    | 12/29/90           | Coconuts Japan               | Només al Japó |
| Bakushou!! Jinsei Gekijou                                   | 03/17/89           | Taito                        | Només al Japó |
| Bakushou!! Jinsei Gekijou 2                                 | 03/22/91           | Taito                        | Només al Japó |
| Bakushou!! Jinsei Gekijou 3                                 | 12/20/91           | Taito                        | Només al Japó |
| Ballblazer                                                  | 03/04/88           | Pony Canyon                  | Només al Japó |
| Balloon Fight                                               | 01/22/85           | Nintendo                     | |
| Baltron                                                     | 03/19/86           | Toei Animation               | Només al Japó |
| Banana                                                      | 09/08/86           | Victor Interactive           | Només al Japó |
| Bananan Ouji no Daibouken                                   | 12/20/91           | Takara                       | Només al Japó i l'Alemanya (el llançament va ser Banana Prince) |
| Barcode World                                               | 12/18/92           | Sunsoft                      | Només al Japó |
| Bard's Tale, The: Tales of the Unknown                      | 12/21/90           | Pony Canyon                  | |
| Bard's Tale II, The: The Destiny Knight                     | 01/24/92           | Pony Canyon                  | |
| Baseball                                                    | 12/07/83           | Nintendo                     | |
| Baseball Fighter                                            | 07/05/91           | Vap                          | Només al Japó |
| Baseball Stars - Mezase Sankanou!!                          | 05/19/89           | SNK                          | |
| Batman                                                      | 12/22/89           | Sunsoft                      | |
| Bats & Terry                                                | 07/22/87           | Use                          | Només al Japó |
| Battle Baseball                                             | 02/19/93           | Banpresto                    | Només al Japó |
| Battle City                                                 | 09/09/85           | Namco                        | Només al Japó |
| Battle Fleet                                                | 06/22/90           | Namco                        | Només al Japó |
| Battle Formula                                              | 09/27/91           | Sunsoft                      | Llançat als Estats Units com a Super Spy Hunter |
| Battle Rush - Build Up Robot Tournament                     | 11/13/93           | Bandai                       | Només al Japó, sistema Bandai Datech |
| Battle Stadium - Senbatsu Pro Yakyuu                        | 12/20/90           | IGS                          | Només al Japó |
| Battle Storm                                                | 12/21/91           | Yonezawa PR21                | Només al Japó |
| Battles of Napoleon                                         | 03/18/88           | Irem                         | Només al Japó |
| Battletoads                                                 | 12/20/91           | NCS                          | Desenvolupat per Rare |
| Be-Bop High School: Koukousei Gokuraku Densetsu             | 03/30/88           | Data East                    | Només al Japó |
| Best Keiba - Derby Stallion                                 | 12/21/91           | ASCII Entertainment          | Només al Japó |
| Best Play Pro Yakyuu                                        | 07/15/88           | ASCII Entertainment          | Només al Japó |
| Best Play Pro Yakyuu II                                     | 03/30/90           | ASCII Entertainment          | Només al Japó |
| Best Play Pro Yakyuu '90                                    | 12/13/90           | ASCII Entertainment          | Només al Japó |
| Best Play Pro Yakyuu Special                                | 10/16/92           | ASCII Entertainment          | Només al Japó |
| Bikkuri Nekketsu Shin Kiroku! Harukanaru Kin Medal          | 06/26/92           | Technos Japan                | Llançat als Estats Units com a Crash 'n the Boys: Street Challenge |
| Bikkuriman World - Gekitou Sei Senshi                       | 07/27/90           | Hudson Soft                  | Només al Japó |
| Bimi Shinbo                                                 | 07/25/89           | Bandai                       | Només al Japó |
| Binary Land                                                 | 12/19/85           | Hudson Soft                  | Només al Japó |
| Bio Miracle Bokutte Upa                                     | 02/26/93           | Konami                       | Només al Japó |
| Bio Senshi Dan - Increaser Tono Tatakai                     | 09/22/87           | Jaleco                       | |
| Bird Week                                                   | 06/03/86           | Toshiba EMI                  | Només al Japó |
| Black Bass                                                  | 02/06/87           | Hot B                        | |
| Black Bass 2                                                | 10/18/88           | Hot B                        | |
| Blodia Land: Puzzle Quest                                   | 08/11/90           | Tonkin House                 | Només al Japó |
| Bloody Warriors: Shan-Go no Gyakushuu                       | 10/19/90           | Toei Animation               | Només al Japó |
| Blue Marlin, The                                            | 12/27/91           | Hot B                        | |
| Bokosuka Wars                                               | 12/14/85           | ASCII Entertainment          | Només al Japó |
| Bomber King                                                 | 08/07/87           | Hudson Soft                  | Llançat a fora del Japó com a Robowarrior |
| Bomberman                                                   | 12/19/85           | Hudson Soft                  | |
| Bomberman II                                                | 06/28/91           | Hudson Soft                  | Conegut a Europa com a Dynablaster |
| Booby Kids                                                  | 07/10/87           | Nihon Bussan                 | Només al Japó |
| Boulder Dash                                                | 03/23/90           | Data East                    | |
| Bubble Bobble                                               | 10/30/87           | Taito                        | |
| Bubble Bobble 2                                             | 03/05/93           | Taito                        | |
| Bucky O'Hare                                                | 01/31/92           | Konami                       | |
| Buggy Popper                                                | 10/08/86           | Data East                    | Llançat als Estats Units com a Bump 'n' Jump |
| Burai Fighter                                               | 07/20/90           | Taito                        | |
| Burger Time                                                 | 11/21/85           | Namco                        | |
| Business Wars                                               | 01/24/92           | Hector                       | Només al Japó |
| B-Wings                                                     | 06/03/86           | Data East                    | Només al Japó |
| C                                                           |                    |                              | |
| Cadillac                                                    | 02/02/90           | Hector                       | Només al Japó |
| Capcom Barcelona '92                                        | 06/05/92           | Capcom                       | Llançat als Estats Units com a Gold Medal Challenge '92 |
| Captain Ed                                                  | 08/25/89           | CBS Sony Group               | Només al Japó |
| Captain Saver                                               | 09/29/92           | Taito                        | Llançat als EUA com a Power Blade 2 |
| Captain Silver                                              | 12/16/88           | Tokuma Shoten                | Només al Japó |
| Captain Tsubasa                                             | 04/28/88           | Tecmo                        | Només al Japó |
| Captain Tsubasa Vol. II: Super Striker                      | 07/20/90           | Tecmo                        | |
| Casino Derby                                                | 03/19/93           | Yonezawa PR21                | Només al Japó |
| Castle Excellent                                            | 11/28/86           | ASCII Entertainment          | Llançat als EUA com a Castlequest |
| Castle Quest                                                | 04/19/90           | Hudson Soft                  | Només al Japó (joc diferent dels EUA, anomenat Castlequest) |
| Chack'n Pop                                                 | 05/24/85           | Taito                        | Només al Japó, preqüela de Bubble Bobble |
| Challenger                                                  | 10/15/85           | Hudson Soft                  | Només al Japó |
| Championship Bowling                                        | 02/08/91           | Athena                       | |
| Championship Lode Runner                                    | 04/17/85           | Hudson Soft                  | Només al Japó |
| Chaos World                                                 | 10/25/91           | Nats                         | Només al Japó |
| Chester Field - Ankoku Shin heno Chousen                    | 07/30/87           | Vik Tokai                    | Només al Japó |
| Chibi Maruko-Chan: Uki Uki Shopping                         | 10/04/91           | Namco                        | Només al Japó |
| Chiisana Obake - Achhi Sochhi Kocchi                        | 12/04/92           | Vap                          | Només al Japó |
| Chiki Chiki Machine Mou Race                                | 12/25/91           | Atlus                        | Llançat als EUA com a Wacky Races |
| Chip to Dale no Daisakusen                                  | 06/08/90           | Capcom                       | Llançat a fora del Japó com a Chip 'N Dale: Rescue Rangers |
| Chip to Dale no Daisakusen 2                                | 12/10/93           | Capcom                       | Llançat a fora del Japó com a Chip 'N Dale: Rescue Rangers 2 |
| Chitei Senkou Bazolder                                      | 11/15/91           | Sofel                        | Llançat als EUA com a Wurm: Journey to the Center of the Earth |
| Choplifter                                                  | 06/26/86           | Jaleco                       | Només al Japó |
| Choujikuu Yousai Macross                                    | 12/10/85           | Namco                        | Només al Japó |
| Choujin Ookami Senki: War Wolf                              | 06/28/91           | Takara                       | Només al Japó |
| Choujin Sentai Jetman                                       | 12/21/91           | Angel Studios                | Només al Japó |
| Choujin Ultra Baseball                                      | 10/27/89           | Culture Brain                | Llançat als EUA com a Baseball Simulator 1.000 |
| Chou-Wakusei Senki MetaFight                                | 06/17/88           | Sunsoft                      | Llançat als EUA com a Blaster Master |
| Chuugoku Senseijutsu                                        | 11/29/88           | Jaleco                       | Només al Japó |
| Chuuka Taisen                                               | 09/22/89           | Taito                        | Només al Japó |
| Circus Charlie                                              | 03/04/86           | Konami                       | Només al Japó |
| City Connection                                             | 09/27/85           | Jaleco                       | |
| Clu Clu Land                                                | 11/22/84           | Nintendo                     | |
| Cobra Command                                               | 10/21/88           | Data East                    | |
| Cocoron                                                     | 05/03/91           | Takeru                       | Només al Japó |
| Columbus: Ougon no Yoake                                    | 11/20/92           | Tomy                         | Només al Japó |
| Conflict                                                    | 12/01/89           | Vic Tokai                    | Només al Japó |
| Contra                                                      | 02/09/88           | Konami                       | Probotector a Europa |
| Cosmic Epsilon                                              | 11/24/89           | Asmik Ace                    | Només al Japó |
| Cosmic Wars                                                 | 08/04/89           | Konami                       | Només al Japó |
| Cosmo Genesis                                               | 12/23/86           | ASCII Entertainment          | Només al Japó |
| Cosmo Police Galivan                                        | 06/03/88           | Nihon Busson                 | Només al Japó |
| Crayon Shin-Chan: Orato Poi Poi                             | 08/27/93           | Bandai                       | Només al Japó |
| Crazy Climber                                               | 12/26/86           | Nichibutsu                   | Només al Japó, comandament especial, Crazy Climber |
| Crisis Force                                                | 08/27/91           | Konami                       | Només al Japó |
| Cross Fire                                                  | 11/02/90           | Kyugo Boueki                 | Només al Japó |
| Cycle Race - Road Man                                       | 12/17/88           | Tonkin House                 | Només al Japó |
| D                                                           |                    |                              | |
| Dai-2-Ji Super Robot Taisen                                 | 12/19/91           | Bandai                       | Només al Japó, com a Super Robot Wars II |
| Daikaijyu Deburasu                                          | 12/21/90           | Data East                    | Només al Japó |
| Daikoukai Jidai                                             | 03/15/91           | Koei                         | Llançat als EUA com a Uncharted Waters |
| Daiku no Gen-San                                            | 11/15/91           | Irem                         | Llançat als Països Catalans i Europa com a Hammerin' Harry |
| Daiku no Gen-San 2                                          | 10/22/93           | Irem                         | Només al Japó, també Hammerin' Harry 2 |
| Daimashikyou Galious                                        | 08/11/87           | Konami                       | Només al Japó |
| Daimeiro                                                    | 11/30/90           | Epoch                        | Només al Japó |
| Daisenryaku                                                 | 10/11/88           | Bothtec                      | Només al Japó |
| Daiva                                                       | 12/05/86           | Toshiba EMI                  | Només al Japó |
| Dark Lord                                                   | 02/08/91           | Data East                    | Només al Japó |
| Dash Yarou                                                  | 06/15/90           | Visco                        | Només al Japó |
| Datsugoku                                                   | 06/30/89           | K Amusement                  | Llançat als EUA com a P.O.W.: Prisoners of War |
| De-Block                                                    | 08/09/91           | Athena                       | Només al Japó |
| Dead Fox, Ningen Keiki                                      | 02/23/90           | Capcom                       | Llançat als EUA com a Code Name: Viper |
| Deep Dungeon III                                            | 05/13/88           | Squaresoft                   | Només al Japó |
| Deep Dungeon IV                                             | 04/06/90           | Asmik Ace                    | Només al Japó |
| Deja Vu                                                     | 11/22/88           | Kemco                        | |
| Dengeki Big Bang!                                           | 01/27/89           | Vic Tokai                    | Llançat als EUA com a Clash at Demonhead |
| Densen Rundesu                                              | 03/06/92           | Takara                       | Només al Japó |
| Densetsu no Kishi Elrond                                    | 07/15/88           | Jaleco                       | A fora del Japó va ser llançat com a Wizards & Warriors |
| Derby Stallion Zengokuban                                   | 08/29/92           | ASCII Entertainment          | Només al Japó |
| Devil Man                                                   | 04/25/89           | Namco                        | Només al Japó |
| Devil World                                                 | 10/05/84           | Nintendo                     | Només es va llançar a Europa, però no als EUA |
| Dezaemon                                                    | 09/13/91           | Athena                       | Només al Japó |
| Die Hard                                                    | 07/19/91           | Pack-In-Video                | |
| Dig Dug                                                     | 06/04/85           | Namco                        | Només al Japó |
| Dig Dug II                                                  | 04/18/86           | Namco                        | |
| Digital Devil Monogatari: Megami Tensei                     | 09/11/87           | Namco                        | Només al Japó |
| Digital Devil Monogatari: Megami Tensei II                  | 04/06/91           | Namco                        | Només al Japó |
| Doki! Doki! Yuuenchi: Crazy Land Daisakusen                 | 08/09/91           | Vap                          | Llançat a Europa i els Països Catalans com a Trolls in Crazyland |
| Dokuganryu Masamune                                         | 04/05/88           | Namco                        | Només al Japó |
| Don Doko Don                                                | 03/09/90           | Taito                        | Només al Japó |
| Don Doko Don 2                                              | 01/31/92           | Taito                        | Només al Japó |
| Donald Duck                                                 | 09/22/88           | Kemco                        | Llançat als EUA com a Snoopy's Silly Sports Spectacular |
| Donald Land                                                 | 01/29/88           | Data East                    | Només al Japó |
| Donkey Kong                                                 | 07/15/83           | Nintendo                     | |
| Donkey Kong 3                                               | 07/04/84           | Nintendo                     | |
| Donkey Kong Jr.                                             | 07/15/83           | Nintendo                     | |
| Donkey Kong Jr, no Sansuu Asobi                             | 12/12/83           | Nintendo                     | Llançat als EUA com a Donkey Kong Jr. Math |
| Door Door                                                   | 07/18/85           | Enix                         | Només al Japó |
| Doreamon                                                    | 12/12/86           | Hudson Soft                  | Només al Japó |
| Doraemon: Giga Zombie no Gyakushuu                          | 09/14/90           | Epoch                        | Només al Japó |
| Double Dragon                                               | 04/08/88           | Technos                      | |
| Double Dragon II                                            | 12/22/89           | Technos                      | Conegut com a Double Dragon II: The Revenge als EUA |
| Double Dragon III: The Rosetta Stone                        | 02/22/91           | Acclaim                      | Conegut com a Double Dragon III: The Sacred Stones als EUA |
| Double Moon Densetsu                                        | 10/30/92           | NCS                          | Només al Japó |
| Dough Boy                                                   | 12/11/85           | Kemco                        | Només al Japó |
| Downtown Nekketsu Koushinkyoku: Soreyuke Daiundoukai        | 10/12/90           | Technos                      | Només al Japó |
| Downtown Nekketsu Monogatari                                | 04/25/89           | Technos                      | River City Ransom als EUA, Street Gangs a Europa |
| Dr. Chaos                                                   | 06/19/87           | Pony Canyon                  | |
| Dr. Mario                                                   | 07/27/90           | Nintendo                     | |
| Dragon Ball 3: Gokuuden                                     | 10/27/89           | Bandai                       | Només al Japó |
| Dragon Ball Z                                               | 10/27/90           | Bandai                       | Només al Japó |
| Dragon Ball Z Gaiden: Saiya-jin Zetsumetsu Keikaku          | 08/06/93           | Bandai                       | Només al Japó |
| Dragon Ball Z II: Gekigami Freeza                           | 08/10/91           | Bandai                       | Només al Japó |
| Dragon Ball Z III: Ressen Jinzou Ningen                     | 08/07/92           | Bandai                       | Només al Japó |
| Dragon Ball Z: Gekitou Tenkaichi Budokai                    | 12/29/92           | Bandai                       | Només al Japó, Bandai Datech system |
| Dragon Ball: Daimaou Fukkatsu                               | 08/12/88           | Bandai                       | Només al Japó |
| Dragon Ball: Shenron no Nazo                                | 11/27/86           | Bandai                       | Llançat als EUA com a Dragon Power |
| Dragon Buster                                               | 01/07/87           | Namco                        | Només al Japó |
| Dragon Buster II                                            | 04/27/89           | Namco                        | Només al Japó |
| Dragon Fighter                                              | 08/10/90           | Towachiki                    | |
| Dragon Ninja                                                | 07/14/89           | Namco                        | Llançat als EUA com a Bad Dudes. Llançat a Europa com a Bad Dudes vs Dragon Ninja. |
| Dragon Quest                                                | 05/27/86           | Enix                         | Llançat als EUA per Nintendo com a Dragon Warrior. Es va tornar a fer per la Super Famicom i Gameboy Color. |
| Dragon Quest II                                             | 01/26/87           | Enix                         | Llançat als EUA com a Dragon Warrior II. Es va tornar a fer per la Super Famicom i Gameboy Color. |
| Dragon Quest III                                            | 02/10/88           | Enix                         | Llançat als EUA com a Dragon Warrior III. Es va tornar a fer per la Super Famicom i Gameboy Color. |
| Dragon Quest IV                                             | 02/11/90           | Enix                         | Llançat als EUA com a Dragon Warrior IV. Es va tornar a fer per la Playstation. |
| Dragon Scroll                                               | 12/04/87           | Konami                       | Només al Japó |
| Dragon Slayer IV                                            | 07/17/87           | Falcom                       | Llançat als EUA com a Legacy of the Wizard |
| Dragon Spirit: Aratanaru Densetsu                           | 04/14/89           | Namco                        | Conegut als EUA com a Dragon Spirit: The New Legend |
| Dragon Unit                                                 | 02/27/90           | Athena                       | Només al Japó |
| Dragon Wars                                                 | 08/09/91           | Kemco                        | Només al Japó |
| Dragon's Lair                                               | 09/20/91           | Epic Sony Record             | |
| Dream Master                                                | 09/22/92           | Namco                        | Només al Japó |
| Druaga no Tou                                               | 08/06/85           | Namco                        | Només al Japó, tanmateix conegut a fora del Japó com a Tower of Druaga |
| Duck Hunt                                                   | 04/21/84           | Nintendo                     | És necessari la Zapper Light Gun |
| DuckTales II                                                | 04/23/93           | Capcom                       | |
| Dungeon and Magic                                           | 11/10/89           | Natsume                      | Llançat als EUA com a Dungeon Magic |
| Dungeon Kid                                                 | 08/31/90           | Quest                        | Només al Japó |
| Dynamite Batman                                             | 12/20/91           | Sunsoft                      | Llançat als EUA com a Batman: Return of the Joker |
| Dynamite Bowl                                               | 05/24/87           | Toshiba EMI                  | Només al Japó |
| E                                                           |                    |                              | |
| Effort                                                      | 11/20/87           | Vap                          | Només al Japó |
| Eggland: Meikyuu no Fukkatsu                                | 08/09/88           | HAL                          | Només al Japó, un episodi de la saga Lolo |
| Egypt                                                       | 05/31/91           | Human Entertainment          | Només al Japó |
| Elevator Action                                             | 06/28/85           | Taito                        | |
| Elnark no Zaihou                                            | 08/10/87           | Towachiki                    | Només al Japó |
| Elysian                                                     | 04/28/88           | Tokyo Shoseki                | Només al Japó |
| Emoyan no 10-bai Pro Yakyuu                                 | 12/19/89           | Hect                         | Només al Japó |
| Erika to Satoru no Yume Bouken                              | 09/27/88           | Namco                        | Només al Japó |
| Esper Boukentai                                             | 10/13/87           | Jaleco                       | Només al Japó |
| Esper Dream                                                 | 02/20/87           | Konami                       | Només al Japó |
| Esper Dream 2                                               | 06/26/92           | Konami                       | Només al Japó |
| Excite Bike                                                 | 11/30/84           | Nintendo                     | Conegut als EUA com a Excitebike |
| Exciting Boxing                                             | 12/16/87           | Konami                       | Només al Japó |
| Exciting Rally                                              | 04/24/92           | HAL                          | Llançat a Austràlia com a Championship Rally |
| Exed Exes                                                   | 12/21/85           | Tokuma Shoten                | Només al Japó |
| Exerion                                                     | 02/11/85           | Jaleco                       | Només al Japó |
| F                                                           |                    |                              | |
| F-1 Circus                                                  | 02/07/92           | Nichibutsu                   | Només al Japó |
| F-1 Sensation                                               | 01/29/93           | Konami                       | Només al Japó |
| F1 Race                                                     | 11/02/84           | Nintendo                     | Només al Japó |
| Famicom Igo Nyuumon                                         | 11/29/91           | I'Max                        | Només al Japó |
| Famicom Jump: Hero retsuden                                 | 02/15/89           | Bandai                       | Només al Japó |
| Famicom Jump II: Saikyō no shichinin                        | 12/02/91           | Bandai                       | Només al Japó |
| Famicom Karaoke: Top Hit 20 Vol. 1                          | 10/28/87           | Bandai                       | Només al Japó |
| Famicom Karaoke: Top Hit 20 Vol. 2                          | 02/18/88           | Bandai                       | Només al Japó |
| Famicom Meijinsen                                           | 09/02/88           | SNK                          | Només al Japó |
| Famicom Shogi: Ryuu-Ou-Sen                                  | 02/15/91           | I'Max                        | Només al Japó |
| Famicom Wars                                                | 08/12/88           | Nintendo                     | Només al Japó, el primer joc de la saga Nintendo Wars, i predecessor de la saga Advance Wars. |
| Famicom Yakyuuban                                           | 12/15/89           | Epoch                        | Només al Japó |
| Family Block                                                | 04/12/91           | Athena                       | Només al Japó |
| Family Boxing                                               | 06/19/87           | Namco                        | Llançat als EUA com a Ring King |
| Family Circuit                                              | 02/06/88           | Namco                        | Només al Japó |
| Family Circuit '91                                          | 07/19/91           | Namco                        | Només al Japó |
| Family Jockey                                               | 04/24/87           | Namco                        | Només al Japó |
| Family Mahjong                                              | 08/11/87           | Namco                        | Només al Japó |
| Family Mahjong II: Shanghai he no Michi                     | 11/25/88           | Namco                        | Només al Japó |
| Family Pinball                                              | 03/24/89           | Namco                        | Només al Japó |
| Family Quiz                                                 | 11/16/88           | Athena                       | Només al Japó |
| Family Tennis                                               | 12/11/87           | Namco                        | Només al Japó |
| Family Trainer: Aerobics Studio                             | 02/26/87           | Bandai                       | Llançat als EUA com a Dance Aerobics |
| Family Trainer: Athletic World                              | 11/12/86           | Bandai                       | Llançat als EUA com a Athletic World |
| Family Trainer: Daiondoukai                                 | 11/27/87           | Bandai                       | Llançat als EUA com a Super Team Games |
| Family Trainer: Fuuun! Takeshi Shiro 2                      | 12/20/88           | Bandai                       | Només al Japó |
| Family Trainer: Jogging Race                                | 05/28/87           | Bandai                       | Només al Japó |
| Family Trainer: Manhattan Police                            | 08/31/87           | Bandai                       | Llançat als EUA com a Street Cop |
| Family Trainer: Meiro Daisakusen                            | 07/31/87           | Bandai                       | Només al Japó |
| Family Trainer: Rai Rai! Kyonshizu                          | 01/26/88           | Bandai                       | Només al Japó |
| Family Trainer: Running Stadium                             | 12/23/86           | Bandai                       | Llançat als EUA com a Stadium Events |
| Family Trainer: Tostugeki! Fuuun Takeshi Shiro              | 12/28/87           | Bandai                       | Només al Japó |
| Famista '89                                                 | 07/28/89           | Namco                        | Només al Japó |
| Famista '90                                                 | 12/19/89           | Namco                        | Només al Japó |
| Famista '91                                                 | 12/21/90           | Namco                        | Només al Japó |
| Famista '92                                                 | 12/20/91           | Namco                        | Només al Japó |
| Famista '93                                                 | 12/22/92           | Namco                        | Només al Japó |
| Famista '94                                                 | 12/01/93           | Namco                        | Només al Japó |
| Fantasy Zone                                                | 07/20/87           | Sunsoft                      | Només al Japó, el joc Americà per Tengen és tècnicament diferent. |
| Fantasy Zone 2: The Teardrop of Opa-Opa                     | 12/20/88           | Sunsoft                      | Només al Japó |
| Faria                                                       | 07/21/89           | Hi-Score Media Work          | |
| Faxanadu                                                    | 11/16/87           | Falcom                       | |
| FC Genjin: Frekthoropus Computerus                          | 07/30/93           | Hudson Soft                  | Llançat als EUA com a Bonk's Adventure |
| Ferrari                                                     | 11/13/92           | Coconuts Japan               | Només al Japó |
| Field Combat                                                | 07/09/85           | Jaleco                       | Només al Japó |
| Fighting Golf                                               | 03/24/88           | SNK                          | Llançat als EUA com a Lee Trevino's Fighting Golf |
| Final Fantasy                                               | 12/18/87           | Squaresoft                   | Es va tornar a fer moltes vegades, mireu l'entrada de Final Fantasy. |
| Final Fantasy I+II                                          | 02/27/94           | Squaresoft                   | Es va tornar a fer moltes vegades, mireu l'entrada de Final Fantasy. |
| Final Fantasy II                                            | 12/17/88           | Squaresoft                   | Es va tornar a fer moltes vegades, mireu l'entrada de Final Fantasy. |
| Final Fantasy III                                           | 04/27/90           | Squaresoft                   | Només al Japó, però traduït per fans a l'anglès a través de l'emulació. |
| Final Lap                                                   | 08/12/88           | Namco                        | Només al Japó |
| Final Mission                                               | 06/22/90           | Natsume                      | Llançat als EUA com a S.C.A.T.: Special Cybernetic Attack Team |
| Fire Emblem                                                 | 04/20/90           | Nintendo                     | Només al Japó, però no s'ha de confondre amb el joc Game Boy Advance anomenat Fire Emblem |
| Fire Emblem Gaiden                                          | 03/14/92           | Nintendo                     | Només al Japó |
| Flappy                                                      | 06/14/85           | DB Soft                      | Només al Japó |
| Fleet Commander                                             | 03/29/88           | ASCII Entertainment          | Només al Japó |
| The Flintstones: Rescue of Dino and Hoppy                   | 08/07/92           | Taito                        | |
| Flipull                                                     | 12/15/89           | Taito                        | Només al Japó |
| Flying Hero                                                 | 02/17/89           | Epic Sony Record             | Només al Japó |
| Fong Shen Bang                                              | 1995               | C&E Computer & Entertainment | Només a l'Àsia |
| Formation Z                                                 | 04/04/85           | Jaleco                       | Només al Japó |
| Front Line                                                  | 08/01/85           | Taito                        | Només al Japó |
| Fudo Myouoden                                               | 03/29/88           | Taito                        | Només al Japó |
| Fushigi na Blobby                                           | 11/29/90           | Jaleco Entertainment         | Llançat als EUA com a A Boy and His Blob |
| Fushigi no Umi Nadia: The Secret of Blue Water              | 03/15/91           | Toho                         | Només al Japó |
| Fuzzical Fighter                                            | 05/17/91           | Sigma Entertainment          | Només al Japó |
| G                                                           |                    |                              | |
| Galaga                                                      | 02/15/85           | Namco                        | |
| Galaxian                                                    | 09/07/84           | Namco                        | Només al Japó |
| Gambler Jiko Chuushinha                                     | 11/11/88           | Asmik Ace                    | Només al Japó |
| Gambler Jiko Chuushinha 2                                   | 12/07/90           | Asmik Ace                    | Només al Japó |
| Game Party                                                  | 08/03/90           | Coconuts Japan               | Només al Japó |
| Ganbare Goemon! Karakuri Douchuu                            | 07/30/86           | Konami                       | Només al Japó, la saga a fora del Japó es coneixia per Legend of the Mystical Ninja |
| Ganbare Goemon 2                                            | 01/04/89           | Konami                       | Només al Japó,la saga a fora del Japó es coneixia per Legend of the Mystical Ninja |
| Ganbare Goemon Gaiden: Kieta Ougon Kiseru                   | 01/05/90           | Konami                       | Només al Japó, la saga a fora del Japó es coneixia per Legend of the Mystical Ninja |
| Ganbare Goemon Gaiden 2                                     | 01/03/92           | Konami                       | Només al Japó, la saga a fora del Japó es coneixia per Legend of the Mystical Ninja |
| Ganbare Pennant Race!                                       | 02/28/89           | Konami                       | Només al Japó |
| Garfield no Isshukan                                        | 04/07/89           | Towachiki                    | Només al Japó |
| Gate In                                                     | 05/25/90           | K Amusement                  | Només al Japó |
| Gaurdic Gaiden                                              | 02/05/88           | Irem                         | Llançat a fora del Japó com a Guardian Legend |
| Gegege no Kitaro: Youkai Daimakyou                          | 04/17/86           | Bandai                       | Llançat als EUA com a Ninja Kid |
| Gegege no Kitaro 2                                          | 12/22/87           | Bandai                       | Només al Japó |
| Geimos                                                      | 08/28/85           | ASCII Entertainment          | Només al Japó |
| Gekikame Ninja Den                                          | 05/12/89           | Konami                       | Llançat a fora del Japó com a Teenage Mutant Ninja Turtles |
| Gekitotsu Shiku Battle                                      | 11/17/89           | Irem                         | Només al Japó |
| Gekitou Pro Wrestling!! Toukon Densetsu                     | 09/01/89           | Tecmo                        | Llançat a fora del Japó com a Tecmo World Wrestling |
| Gekitou!! Stadium                                           | 12/15/89           | Tecmo                        | Només al Japó |
| Genpei Toumaden                                             | 10/21/88           | Namco                        | Només al Japó |
| Getsufuu Maden                                              | 07/07/87           | Konami                       | Només al Japó |
| Ghostbusters                                                | 09/22/86           | Tokuma Shoten                | |
| Gimme a Break: Shijou Saidai no Quiz Ou Ketteisen           | 12/13/91           | Yonezawa PR21                | Només al Japó |
| Gimme a Break: Shijou Saikyou no Quiz Ou Ketteisen          | 08/28/92           | Yonezawa PR21                | Només al Japó |
| Gimmick                                                     | 01/31/92           | Konami                       | Llançat a Europa com a Mr. Gimmick |
| Ginga Eiyuu Densetsu                                        | 12/21/88           | Kemco                        | Només al Japó |
| Ginga no Sannin                                             | 12/15/87           | Nintendo                     | Només al Japó |
| Goal!                                                       | 09/25/92           | Jaleco                       | |
| God Slayer                                                  | 1990               | SNK                          | Llançat als EUA com a Crystalis (es va tornar a llançar per la Game Boy Color) |
| Godzilla                                                    | 12/09/88           | Toho                         | |
| Golby no Pipeline Daisakusen                                | 04/12/91           | Tokuma Shoten                | Només al Japó |
| Golf                                                        | 05/01/84           | Nintendo                     | |
| Golf '92, The                                               | 07/03/92           | G.O.1                        | Només al Japó |
| Golf Clun: Birdie Rush                                      | 12/09/87           | Data East                    | Només al Japó |
| Golf Grand Slam                                             | 01/31/91           | Hect                         | |
| Golf-kko Open                                               | 11/25/89           | Taito                        | Només al Japó |
| Golgo 13: Kamigami no Koukon                                | 03/26/88           | Vic Tokai                    | Llançat als EUA com a Golgo 13: Top Secret Episode |
| Golgo 13 II                                                 | 07/27/90           | Vic Tokai                    | Llançat als EUA com a Mafat Conspiracy, The |
| Gomoku Narabe                                               | 08/27/83           | Nintendo                     | Només al Japó |
| Goonies                                                     | 02/21/86           | Konami                       | Només al Japó, llançat als EUA a la màquina recreativa anomenada Play Choice 10. |
| Goonies II: Flattery Saigo no Chousen                       | 03/18/87           | Konami                       | Llançat als EUA com a Goonies II, The |
| Gorilla Man                                                 | 04/28/93           | Yonezawa PR21                | Només al Japó |
| Gozonji Yajikitatin Douchuu                                 | 11/07/89           | Hal                          | Només al Japó |
| Gradius                                                     | 04/25/86           | Konami                       | |
| Gradius II                                                  | 12/16/88           | Konami                       | Només al Japó |
| Grand Master (Famicom)                                      | 02/26/91           | Varie                        | Només al Japó |
| Great Battle Cyber                                          | 12/25/92           | Banpresto                    | Només al Japó |
| Great Tank                                                  | 07/29/88           | SNK                          | Només al Japó |
| Greed Dear                                                  | 10/25/91           | Hect                         | Només al Japó |
| Gremlins 2: The New Batch                                   | 12/14/90           | Sunsoft                      | |
| Guevara                                                     | 12/26/88           | SNK                          | Llançat als EUA com a Guerilla War |
| Gun Head                                                    | 04/13/90           | Varie                        | Només al Japó |
| Gun Nac                                                     | 10/05/90           | Tonkin House                 | |
| Gun Sight                                                   | 03/15/91           | Konami                       | Llançat als EUA com a Laser Invasion |
| Gun-Dec                                                     | 04/26/91           | Sammy                        | Llançat als EUA com a Vice: Project Doom |
| Gunsmoke                                                    | 01/27/88           | Capcom                       | |
| Gyrodyne                                                    | 03/13/86           | Taito                        | Només al Japó |
| Gyruss                                                      | 11/18/88           | Konami                       | |
| H                                                           |                    |                              | |
| Hana no Star Kaidou                                         | 03/17/87           | Victor Interactive           | Només al Japó |
| Hanjuku Hero                                                | 12/02/88           | Squaresoft                   | Només al Japó |
| Happy Birthday Bugs                                         | 08/03/90           | Kemco                        | Llançat als EUA com a The Bugs Bunny Birthday Blowout |
| Hatris                                                      | 07/06/90           | Bullet Proof                 | |
| Hayauchi Super Igo                                          | 03/03/89           | Namco                        | Només al Japó |
| Heavy Barrel                                                | 03/02/90           | Data East                    | |
| Hebereke                                                    | 09/20/91           | Sunsoft                      | Llançat a Europa com a Ufouria |
| Hector '87                                                  | 07/16/87           | Hudson Soft                  | Llançat als EUA com a Starship Hector |
| Heisei Tensai Bakabon                                       | 12/06/91           | Namco                        | Només al Japó |
| Hello Kitty no Hanabatake                                   | 12/11/92           | Character Soft               | Només al Japó |
| Hello Kitty World                                           | 03/27/92           | Character Soft               | Només al Japó, es va tornar a llançar per la Gameboy com a Balloon Kid |
| Hercules no Eikou                                           | 06/12/87           | Data East                    | Només al Japó |
| Hercules no Eikou II                                        | 12/23/89           | Data East                    | Només al Japó |
| Hi no Tori: Wagaou no Bouken                                | 01/04/87           | Konami                       | Només al Japó |
| Hirake! Ponkikki                                            | 04/17/92           | Takara                       | Només al Japó |
| Hiryu no Ken                                                | 02/14/87           | Culture Brain                | Llançat als EUA com a Flying Dragon: The Secret Scroll |
| Hiryu no Ken II                                             | 07/29/88           | Culture Brain                | Llançat als EUA com a Flying Warriors |
| Hiryu no Ken III - 5 Nin no Ryuu Senshi                     | 06/21/91           | Culture Brain                | Només al Japó, es va voler llançar als EUA com a Flying Warriors 2 |
| Hiryu no Ken Special: Fighting Wars                         | 06/21/91           | Culture Brain                | Només al Japó |
| Hissatsu Doujou Yaburi                                      | 07/18/89           | Sigma Entertainment          | Només al Japó |
| Hissatsu Shigotojin                                         | 12/15/90           | Banpresto                    | Només al Japó |
| Hitler no Fukkatsu: Top Secret                              | 07/20/88           | Capcom                       | Llançat a fora del Japan com a Bionic Commando |
| Highway Star                                                | 08/07/87           | Squaresoft                   | Llançat als EUA com a Rad Racer |
| Hogan's Alley                                               | 06/12/84           | Nintendo                     | |
| Hokkaidou Rensa Satsujin: Ohotsuku ni Kiyu                  | 06/27/87           | ASCII Entertainment          | Només al Japó |
| Hokuto no Ken                                               | 08/10/86           | Toei Animation               | Només al Japó, conegut a fora del Japó com a Fist of the North Star |
| Hokuto no Ken II                                            | 04/17/87           | Toei Animation               | Llançat als EUA com a Fist of the North Star |
| Hokuto no Ken III                                           | 10/19/89           | Toei Animation               | Només al Japó, conegut a fora del Japó com a Fist of the North Star |
| Hokuto no Ken 4                                             | 03/29/91           | Toei Animation               | Només al Japó, conegut a fora del Japó com a Fist of the North Star |
| Holy Diver                                                  | 04/28/89           | Irem                         | Només al Japó |
| Home Run Night                                              | 03/31/89           | Data East                    | Només al Japó |
| Home Run Night '90                                          | 07/24/90           | Data East                    | Només al Japó |
| Honmei                                                      | 04/28/89           | Nihon Bussan                 | Només al Japó |
| Honoo no Doukyuuji: Dodge Danpei                            | 03/27/92           | Sunsoft                      | Només al Japó |
| Honoo no Doukyuuji: Dodge Danpei 2                          | 03/26/93           | Sunsoft                      | Només al Japó |
| Honshogi: Naitou Kudan Shogi Hiden                          | 08/10/85           | Seta                         | Només al Japó |
| Hook                                                        | 03/27/92           | Epic Sony Record             | |
| Hoshi no Kirby                                              | 03/23/93           | Nintendo                     | Llançat a fora del Japó com a Kirby's Adventure |
| Hoshi no Miruhito                                           | 10/27/87           | Hot-B                        | Només al Japó |
| Hostage                                                     | 12/01/89           | Kemco                        | Llançat als EUA com a Rescue: The Embassy Mission |
| Hototogisu                                                  | 08/19/88           | Irem                         | Només al Japó |
| Hottaman no Chisoko Tanken                                  | 12/06/86           | Use                          | Només al Japó |
| Houma ga Koku                                               | 04/08/88           | Toho                         | Només al Japó |
| Hudson Hawk                                                 | 12/27/91           | Epic Sony Record             | |
| Hyaku no Sekai no Monogatari                                | 08/09/91           | ASK                          | Només al Japó |
| Hydlide Special                                             | 03/18/86           | Toshiba EMI                  | Llançat als EUA com a Hydlide |
| Hydlide 3                                                   | 02/17/89           | Namco                        | Només al Japó |
| Hyokkori Hyoutan Shima: Nazo no Kaizokusen                  | 04/25/92           | Yutaka                       | Només al Japó |
| Hyper Olympic                                               | 06/21/85           | Konami                       | Llançat a fora del Japó com a Track & Field |
| Hyper Sports                                                | 09/27/85           | Konami                       | Només al Japó |
| I                                                           |                    |                              | |
| I Love Softball                                             | 12/19/89           | Coconuts Japan               | Només al Japó |
| Ice Climber                                                 | 01/30/85           | Nintendo                     | Les versions a fora del Japó es van substituir els lleons marins per homes de les neus |
| Ice Hockey                                                  | 01/21/88           | Nintendo                     | |
| Ide Yosuke Meijin no Jissen Mahjong                         | 09/24/87           | Capcom                       | Només al Japó |
| Ide Yosuke Meijin no Jissen Mahjong II                      | 02/22/91           | Capcom                       | Només al Japó |
| Idol Yainuden                                               | 09/14/89           | Towachiki                    | Només al Japó |
| Igo Meikan                                                  | 01/10/90           | Aoki Shoten                  | Només al Japó |
| Igo Shinan                                                  | 07/14/89           | Hect                         | Només al Japó |
| Igo Shinan '91                                              | 07/05/91           | Hect                         | Només al Japó |
| Igo Shinan '92                                              | 03/10/92           | Hect                         | Només al Japó |
| Igo Shinan '93                                              | 11/27/92           | Hect                         | Només al Japó |
| Igo Shinan '94                                              | 12/17/93           | Hect                         | Només al Japó |
| Igo: Kuroban Taikyoku                                       | 04/14/86           | Bullet Proof Software        | Només al Japó |
| Ikari                                                       | 11/26/86           | SNK                          | Llançat a fora del Japó com a Ikari Warriors |
| Ikari II                                                    | 04/16/88           | SNK                          | Llançat als EUA com a Ikari Warriors II: Victory Road |
| Ikari III                                                   | 03/16/90           | SNK                          | Llançat als EUA com a Ikari Warriors III: The Rescue |
| IkeIke! Nekketsu Hockey-bu                                  | 02/07/92           | Technos                      | Només al Japó, va ser llançat als EUA com a Crash 'n the Boys Ice Challenge |
| Ikinari Musician                                            | 03/05/87           | Tokyo Shoseki                | Només al Japó |
| Ikki                                                        | 11/28/85           | Sunsoft                      | Només al Japó |
| Image Fight                                                 | 03/16/90           | Irem                         | |
| Inbou no Wakusei: Shankara                                  | 06/26/92           | IGS                          | Només al Japó |
| Insector X                                                  | 09/21/90           | Taito                        | Només al Japó |
| Ishin no Arashi                                             | 09/15/90           | Koei                         | Només al Japó |
| Itadaki Street: Watashi no Oten Niyottete                   | 03/21/91           | ASCII Entertainment          | Només al Japó |
| Izaki Shuugorou no Keiba Hisshougaku                        | 03/30/90           | Imagineer                    | Només al Japó |
| J                                                           |                    |                              | |
| J-League Fighting Soccer: The King of Ace Strikers          | 06/19/93           | IGS                          | Només al Japó |
| J-League Super Top Players                                  | 04/22/94           | Bandai                       | Només al Japó |
| J-League Winning Goal                                       | 05/27/94           | Electronic Arts Victor       | Només al Japó |
| Jackie Chan                                                 | 01/25/91           | Hudson Soft                  | Llançat als EUA com a Jackie Chan's Action Kung Fu |
| Jajamaru Gekimaden                                          | 05/29/90           | Jaleco                       | Només al Japó |
| Jajamaru Ninpou Chou                                        | 03/28/89           | Jaleco                       | Només al Japó, però en el prototip en anglès es deia Taro's Quest |
| Jajamaru no Daibouken                                       | 08/22/86           | Jaleco                       | Només al Japó |
| Jarin-Ko Chie                                               | 07/15/88           | Konami                       | Només al Japó |
| JESUS Dreadful Bio-Monster                                  | 03/17/89           | King Records                 | Només al Japó |
| Jetsons, The                                                | 04/23/93           | Taito                        | Llançat als EUA com a Jetsons: Cogswells Caper, The |
| Jigoku Gokuraku Maru                                        | 12/21/90           | Pack-In-Video                | Llançat a fora del Japó com a Kabuki Quantum Fighter |
| Jikuu (Toki) no Tabibito                                    | 12/26/86           | Kemco                        | Només al Japó |
| Jikuu Yuten Debias                                          | 11/27/87           | Namco                        | Només al Japó |
| JJ                                                          | 12/01/87           | Square Co., Ltd.             | Només al Japó |
| Joust                                                       | 10/30/87           | HAL                          | |
| Joy Mech Fight                                              | 05/21/93           | Nintendo                     | Només al Japó |
| Jubei Quest                                                 | 01/04/91           | Namco                        | Només al Japó |
| JuJu Densetsu                                               | 07/19/91           | Taito                        | Només al Japó |
| Jumbo                                                       | 07/18/87           | K Amusement                  | Només al Japó |
| Jumbo Osaki no Hole In One                                  | 02/01/88           | Hal                          | Només al Japó |
| Jumping Kid                                                 | 12/19/90           | Asmik Ace                    | Només al Japó, es va planejar que als EUA es llancés com a Jack and the Beanstalk |
| Just Breed                                                  | 12/15/92           | Enix                         | Només al Japó |
| Juuryoku Soukou Metal Storm                                 | 04/24/92           | Irem                         | Llançat als EUA com a Metal Storm |
| Jyuouki                                                     | 07/20/90           | Asmik Ace                    | També va ser un videojoc recreatiu conegut a fora del Japó com a Altered Beast |
| K                                                           |                    |                              | |
| Kabushiki Doujou                                            | 05/02/89           | Hect                         | Només al Japó |
| Kage                                                        | 08/10/90           | Natsume                      | Llançat als EUA com a Shadow of the Ninja i a Europa com a Blue Shadow |
| Kage no Densetsu                                            | 04/18/86           | Taito                        | Llançat als EUA com a Legend of Kage |
| Kagerou Densetsu                                            | 05/11/90           | Pixel Multimedia             | Només al Japó |
| Kaguya Hime Densetsu                                        | 12/16/88           | Victor Interactive           | Només al Japó |
| Kai no Bouken: The Quest of Ki                              | 07/22/88           | Namco                        | Només al Japó |
| Kaijuu Monogatari                                           | 11/18/88           | Namco                        | Només al Japó |
| Kaiketsu Yancha Maru                                        | 10/02/87           | Irem                         | Llançat als EUA com a Kid Niki: Radical Ninja |
| Kaiketsu Yancha Maru 2: Karakuri Land                       | 08/30/91           | Irem                         | Només al Japó, també com a Kid Niki 2 |
| Kaiketsu Yancha Maru 3                                      | 03/30/93           | Irem                         | Només al Japó, també com a Kid Niki 3 |
| Kakefu Kimi no Jump Tengoku                                 | 07/22/88           | Vic Tokai                    | Només al Japó |
| Kame no Ongaeshi                                            | 08/26/88           | Hudson Soft                  | Llançat als EUA com a Xexyz |
| Kamen no Ninja Hamaru                                       | 03/16/90           | Capcom                       | RLlançat als EUA com a Yo! Noid |
| Kamen Rider Kurabu                                          | 02/03/88           | Bandai                       | Només al Japó, conegut als EUA com a Masked Rider |
| Kamen Rider SD                                              | 01/22/93           | Angel Studios                | Només al Japó, conegut als EUA com a Masked Rider |
| Karakuri Kengoden Musashi Road: Karakuri Jin Shissouru      | 10/05/91           | Yutaka                       | Només al Japó |
| Karaoke Studio                                              | 07/30/87           | Bandai                       | Només al Japó |
| Karaoke Studio Senyou Cassette Vol. 1                       | 10/28/87           | Bandai                       | Només al Japó |
| Karaoke Studio Senyou Cassette Vol. 2                       | 02/18/88           | Bandai                       | Només al Japó |
| Karateka                                                    | 12/05/85           | Soft Pro                     | Només al Japó, el joc va ser originàriament llançat als Estats Units per la Apple II per Brøderbund |
| Karnov                                                      | 12/18/87           | Namco                        | |
| Katsuba Densetsu                                            | 04/20/90           | Nihon Bussan                 | Només al Japó |
| Katte ni Shiro Kuma                                         | 12/15/89           | CBS Sony Group               | Només al Japó |
| Kawa no Nushi Tsuri                                         | 08/10/90           | Pack-In-Video                | Només al Japó |
| Keisan Game: Sansuu 1 Toshi                                 | 04/25/86           | Tokyo Shoseki                | Només al Japó |
| Keisan Game: Sansuu 2 Toshi                                 | 04/25/86           | Tokyo Shoseki                | Només al Japó |
| Keisan Game: Sansuu 3 Toshi                                 | 04/25/86           | Tokyo Shoseki                | Només al Japó |
| Keisan Game: Sansuu 4 Toshi                                 | 10/30/86           | Tokyo Shoseki                | Només al Japó |
| Keisan Game: Sansuu 5+6 Toshi                               | 10/30/86           | Tokyo Shoseki                | Només al Japó |
| Kero Kero Keroppi no Daibouken                              | 03/29/91           | Character Soft               | Només al Japó |
| Kero Kero Keroppi no Daibouken 2                            | 02/19/93           | Character Soft               | Només al Japó |
| Keroppi to Kerorii nuno Splash Bomb                         | 12/01/93           | Character Soft               | Només al Japó |
| Keru Naguru                                                 | 07/21/89           | Namco                        | Només al Japó |
| Kidou Senshi Z-Gundam: Hot Scramble                         | 08/28/86           | Bandai                       | Només al Japó |
| King Kong 2: Ikari no Megaton Punch                         | 12/18/86           | Konami                       | Només al Japó |
| King of Kings                                               | 12/09/88           | Namco                        | Només al Japó |
| King's Knight                                               | 09/18/86           | Square                       | |
| Kinnikuman: Muscle Tag Match                                | 11/08/85           | Hudson Soft                  | Llançat als EUA com a M.U.S.C.L.E. |
| Kiteretsu Daihyakka                                         | 02/23/90           | Epoch                        | Només al Japó |
| Kitte Rai Da! Gunjin Shougi Nanya Sore?                     | 05/26/89           | Sofel                        | Només al Japó |
| Klax                                                        | 12/14/90           | Hudson Soft                  | |
| Kochi                                                       | 12/23/89           | Natsume                      | Només al Japó |
| Konami Sports in Seoul                                      | 09/16/89           | Konami                       | Llançat als EUA com a Track & Field II |
| Koufuku o Yobu Game: Dora Dora Dora                         | 01/25/91           | Natsume                      | Només al Japó |
| Kouryu Densetsu Villgust Gaiden                             | 07/30/93           | Angel Studios                | Només al Japó |
| Koushien                                                    | 10/06/89           | K Amusement                  | Només al Japó |
| Kujaku Ou                                                   | 09/21/88           | Pony Canyon                  | Només al Japó |
| Kujaku Ou II                                                | 08/11/90           | Pony Canyon                  | Només al Japó |
| Kunio-Kun no Jidaigeki dayo Zenin Shuugou: Downtown Special | 07/26/91           | Technos                      | Només al Japó |
| Kunio-Kun no Nekketsu Soccer League                         | 04/23/93           | Technos                      | Només al Japó |
| Kyatto Ninden Teyandee                                      | 07/19/91           | Tecmo                        | Només al Japó, conegut als Estats Units com a Samurai Pizza Cats |
| Kyonshis 2                                                  | 09/25/87           | Taito                        | Només al Japó |
| Kyoro-Chan Land                                             | 12/11/92           | Hiro                         | Llançat als EUA com a Castelian |
| Kyonshis 2                                                  | 09/25/87           | Taito                        | Només al Japó |
| Kyoto Zai Deck Tatsujin Jiken                               | 11/02/90           | Hect                         | Només al Japó |
| Kyouryuu Sentai Zyuranger                                   | 11/13/92           | Angel Studios                | Només al Japó |
| Kyouto Hana no Misshitsu Satsujin Jiken                     | 02/11/89           | Taito                        | Només al Japó |
| Kyoutoken no Tera Satsujin Jiken                            | 12/11/87           | Taito                        | Només al Japó |
| Kyuukyoku Harikiri Koshien                                  | 03/19/92           | Taito                        | Només al Japó |
| Kyuukyoku Harikiri Stadium                                  | 06/28/88           | Taito                        | Només al Japó |
| Kyuukyoku Harikiri Stadium '88                              | 12/16/88           | Taito                        | Només al Japó |
| Kyuukyoku Harikiri Stadium Heisei Gannenhan                 | 07/21/89           | Taito                        | Només al Japó |
| Kyuukyoku Harikiri Stadium III                              | 03/01/91           | Taito                        | Només al Japó |
| Kyuukyoku Tiger                                             | 08/04/89           | CBS Sony Group               | Llançat als EUA com a Twin Cobra |
| L                                                           |                    |                              | |
| L'Empereur                                                  | 05/23/91           | Koei                         | |
| La Salle Ishii no Child's Quest                             | 06/23/89           | Namco                        | Només al Japó |
| Labyrinth                                                   | 01/07/87           | Tokuma Shoten                | Només al Japó, basat en la pel·lícula amb el mateix nom |
| Lagrange Point                                              | 04/26/91           | Konami                       | Només al Japó |
| Last Armageddon                                             | 11/10/90           | Bandai                       | Només al Japó |
| Law of the West                                             | 03/06/87           | Pony Canyon                  | Només al Japó |
| Layla                                                       | 12/20/86           | DB Soft                      | Només al Japó |
| Little Magic                                                | 09/14/90           | Data East                    | Només al Japó |
| Little Mermaid, The                                         | 07/19/91           | Capcom                       | |
| Lode Runner                                                 | 07/31/84           | Hudson Soft                  | |
| Lord of King                                                | 12/21/89           | Jaleco                       | Llançat als EUA com a Astyanax |
| Lost World of Jenny                                         | 03/25/87           | Takara                       | Només al Japó |
| Lot Lot                                                     | 12/21/85           | Tokuma Shoten                | Només al Japó |
| Lunar Ball                                                  | 12/05/85           | FCI                          | Llançat als EUA com a Lunar Pool |
| Lupin the 3rd                                               | 11/06/87           | Namco                        | Només al Japó |
| M                                                           |                    |                              | |
| M-Kara no Chousenjou                                        | 05/01/89           | Towachiki                    | Només al Japó |
| Mach Rider                                                  | 11/21/85           | Nintendo                     | |
| Mad City                                                    | 08/12/88           | Konami                       | Llançat com a The Adventures of Bayou Billy a fora del Japó |
| Madara                                                      | 03/30/90           | Konami                       | Només al Japó |
| Madara no Tsubasa                                           | 12/18/86           | Sunsoft                      | Només al Japó |
| Magic Candle                                                | 03/06/92           | Sammy                        | Només al Japó |
| Magic Darts                                                 | 04/26/91           | Seta                         | |
| Magic John                                                  | 09/28/90           | Jaleco                       | Llançat als EUA com a Totally Rad |
| Magical * Taru Ruto-Kun: Fantastic World!!                  | 03/21/91           | Bandai                       | Només al Japó |
| Magical * Taru Ruto-Kun 2                                   | 06/19/92           | Bandai                       | Només al Japó |
| Magical Doropi                                              | 12/14/90           | Vic Tokai                    | Llançat als EUA com a The Krion Conquest |
| Magmax                                                      | 03/19/86           | Nihon Bussan                 | |
| Magnum Kiki Ippatsu                                         | 12/25/87           | Toshiba EMI                  | Només al Japó |
| Maha Raja                                                   | 09/29/89           | Sunsoft                      | Només al Japó |
| Mahjong                                                     | 08/27/83           | Nintendo                     | Només al Japó |
| Mahjong Club Nagatacho: Sousaisen                           | 04/25/91           | Hect                         | Només al Japó |
| Mahjong Taikai                                              | 10/31/89           | Koei                         | Només al Japó |
| Mahjong Taisen                                              | 05/20/92           | Nichibutsu                   | Només al Japó |
| Mahou no Princess Minkiimomo Remember Dream                 | 07/29/92           | Yutaka                       | Només al Japó |
| Maison Ikkoku                                               | 07/21/88           | Bothtec                      | Només al Japó |
| Majabencha                                                  | 10/19/90           | Tokuma Shoten                | Només al Japó |
| Majin Eiyuuden Wataru Gaiden                                | 03/23/90           | Bandai                       | Només al Japó |
| Major League                                                | 10/27/89           | Irem                         | Només al Japó |
| Makai-Mura                                                  | 06/13/86           | Capcom                       | Llançat a fora del Japó com a Ghosts and Goblins |
| Makaishima                                                  | 04/14/87           | Capcom                       | Només al Japó |
| Maniac Mansion                                              | 09/13/88           | Jaleco                       | La versió japonesa tenia diferents gràfics que la internacional |
| Mappy                                                       | 11/14/84           | Namco                        | Només al Japó |
| Mappy Kids                                                  | 12/22/89           | Namco                        | Només al Japó |
| Mappy Land                                                  | 11/26/86           | Namco                        | |
| Mario Bros.                                                 | 09/09/83           | Nintendo                     | |
| Mario Open Golf                                             | 09/20/91           | Nintendo                     | Llançat a fora del Japó com a NES Open Tournament Golf |
| Marsa no Onna                                               | 09/19/89           | Capcom                       | Només al Japó |
| Mashou                                                      | 12/15/86           | Broderbund                   | Llançat als EUA com a Deadly Towers |
| Masuzoe Kaname Icchou Made Famicom                          | 04/17/92           | Coconuts Japan               | Només al Japó |
| Matendo Douji                                               | 08/24/90           | Quest                        | Només al Japó |
| Matsumoto Akira no Kabushiki Hisshougaku                    | 02/18/88           | Imagineer                    | Només al Japó |
| Matsumoto Akira no Kabushiki Hisshougaku II                 | 03/31/89           | Imagineer                    | Només al Japó |
| Max Warrior                                                 | 02/15/91           | Vap                          | Llançat als EUA com a Isolated Warrior |
| Matsumoto Akira no Kabushiki Hisshougaku II                 | 03/31/89           | Imagineer                    | Només al Japó |
| Meiji Ishin                                                 | 09/29/89           | Use                          | Només al Japó |
| Meikyuu Kumikyoku                                           | 11/13/86           | Hudson Soft                  | Llançat als EUA com a Milon's Secret Castle |
| Meikyuu Shima                                               | 06/29/90           | Irem                         | Llançat als EUA com a Kickle Cubicle |
| Meimon! Daisan Yakyuubu                                     | 08/08/89           | Bandai                       | Només al Japó |
| Meimon! Tako Nishiouendan                                   | 12/01/89           | Asmik Ace                    | Només al Japó |
| Melville no Honoo                                           | 08/11/89           | Gakushuu Kenkyuusha          | Només al Japó |
| Meitantei Holmes: Kiri no London Satsujin Jiken             | 05/13/88           | Towachiki                    | Només al Japó |
| Metal Frame Cybuster                                        | 12/14/90           | Jaleco                       | Només al Japó |
| Metal Gear                                                  | 12/22/87           | Konami                       | |
| Metal Max                                                   | 05/24/91           | Data East                    | Només al Japó |
| Metal Slader Glory                                          | 08/30/91           | Hal                          | Només al Japó |
| Metro Cross                                                 | 12/16/86           | Namco                        | Només al Japó |
| Mezase! Top Pro Green Kakeru Yume                           | 03/05/93           | Jaleco                       | Només al Japó |
| Mickey Mouse                                                | 03/06/87           | Hudson Soft                  | Llançat als EUA com a Mickey Mousecapade |
| Mickey Mouse III: Yume Fuusen                               | 09/25/92           | Kemco                        | Llançat als EUA com a Kid Klown in Night Mayor World |
| Might and Magic                                             | 07/31/90           | American Sammy               | |
| Mighty Bomb Jack                                            | 04/24/86           | Tecmo                        | |
| Mighty Final Fight                                          | 06/11/93           | Capcom                       | |
| Mike Tyson's Punch-Out!!                                    | 11/21/87           | Nintendo                     | |
| Millipede                                                   | 10/01/87           | Hal                          | |
| Mindseeker                                                  | 04/18/89           | Namco                        | Només al Japó |
| Minerva Town Saga                                           | 10/23/87           | Taito                        | Només al Japó |
| Mini-Putt                                                   | 02/15/91           | A-Wave                       | Només al Japó |
| Minna no Tabou no Nakayoshi Daisakusen                      | 11/22/91           | Character Soft               | Només al Japó |
| Miracle Ropitt                                              | 08/07/87           | King Records                 | Només al Japó |
| Mirai Senshi Raios                                          | 12/01/89           | Pack-In-Video                | Només al Japó |
| Mirai Shinwa Jarvas                                         | 06/30/87           | Taito                        | Només al Japó |
| Mississippi Satsujin Jiken                                  | 10/31/86           | Jaleco                       | Només al Japó |
| Mitokoumon                                                  | 08/11/87           | Sunsoft                      | Només al Japó |
| Mitokoumon II: Sekai Manyuuki                               | 08/11/88           | Sunsoft                      | Només al Japó |
| Mitsume Gatooru                                             | 07/17/92           | Tomy                         | Només al Japó |
| Mizushima Shinji no Daikoushien                             | 10/26/90           | Capcom                       | Només al Japó |
| Moai-Kun                                                    | 03/09/90           | Konami                       | Només al Japó |
| Moe Pro! Saikyouhen                                         | 11/22/91           | Jaleco                       | Només al Japó |
| Moero TwinBee                                               | 03/26/93           | Konami                       | Llançat als EUA com a Stinger |
| Moero!! Judo Warriors                                       | 06/29/90           | Jaleco                       | Només al Japó |
| Moero!! Junior Basket                                       | 11/22/88           | Jaleco                       | Llançat als EUA com a Hoops |
| Moero!! Pro Soccer                                          | 12/23/88           | Jaleco                       | Només al Japó |
| Moero!! Pro Tennis                                          | 04/15/88           | Jaleco                       | Només al Japó |
| Moero!! Pro Yakyuu                                          | 06/26/87           | Jaleco                       | Llançat als EUA com a Bases Loaded |
| Moero!! Pro Yakyuu '88                                      | 08/10/88           | Jaleco                       | Llançat als EUA com a Bases Loaded II |
| Moero!! Pro Yakyuu '90: Kandouhen                           | 07/27/90           | Jaleco                       | Només al Japó |
| Moeru! Oniisan                                              | 08/08/89           | Toho                         | Només al Japó |
| Mokushi Pachi Pro: Pachi Otto-Kun                           | 12/18/87           | Coconuts                     | Només al Japó |
| Momotarou Densetsu                                          | 10/26/87           | Hudson Soft                  | Només al Japó |
| Momotarou Densetsu Gaiden                                   | 12/17/93           | Hudson Soft                  | Només al Japó |
| Momotarou Dentetsu                                          | 12/02/88           | Hudson Soft                  | Només al Japó |
| Money Game, The                                             | 08/10/88           | Sofel                        | Només al Japó |
| Money Game II, The                                          | 12/20/89           | Sofel                        | Només al Japó |
| Monomane Shitenou                                           | 09/14/90           | Pack-In-Video                | Només al Japó |
| Monopoly                                                    | 11/01/91           | Tomy                         | |
| Monster Maker: 7-tsu no Hihou                               | 12/20/91           | Sofel                        | Només al Japó |
| Moon Crystal                                                | 08/28/92           | Hect                         | Només al Japó |
| Morita Shogi                                                | 04/14/87           | Seta                         | Només al Japó |
| Mother                                                      | 07/27/89           | Nintendo                     | Només al Japó, però en el prototip en anglès es va anomenar Earthbound, llavors es va trobar una altra versió que va ser llançada com a Earthbound Zero, però era una traducció feta per fans d'un grup anomenat Demiforce |
| Motocross Champion                                          | 01/27/89           | Konami                       | Només al Japó |
| Mottomobunai Keiji                                          | 02/06/90           | Toei Animation               | Només al Japó |
| Mugen Senshi Valis                                          | 08/21/87           | Tokuma Shoten                | Només al Japó |
| Murder Club                                                 | 06/30/89           | Seta                         | Només al Japó |
| Musashi no Bouken                                           | 12/22/90           | Sigma Entertainment          | Només al Japó |
| My Life My Love                                             | 08/03/91           | Banpresto                    | Només al Japó |
| N                                                           |                    |                              | |
| Nagagutsu o Haita Neko                                      | 11/21/86           | Toei Animation               | Només al Japó |
| Nakashima Satoshi: F1 Hero                                  | 12/09/88           | Varie                        | Només al Japó |
| Nakashima Satoshi: F1 Hero 2                                | 09/27/91           | Varie                        | Només al Japó |
| Nakayo Shito Issho                                          | 12/10/93           | Yutaka                       | Només al Japó |
| Nakiri Yagyou                                               | 02/23/89           | Use                          | Només al Japó |
| Namco Classic                                               | 05/27/88           | Namco                        | Només al Japó |
| Namco Classic II                                            | 03/13/92           | Namco                        | Només al Japó |
| Namco Mahjong III: Mahjong Tengoku                          | 03/08/91           | Namco                        | Només al Japó |
| Nankoku Shirei!! Spy vs. Spy                                | 03/27/87           | Kemco                        | Només al Japó, anomenat també Spy vs. Spy Vol. II - "The Island Caper" |
| Nantettatte!! Baseball                                      | 10/26/90           | Sunsoft                      | Només al Japó |
| Napoleon Senki                                              | 03/18/88           | Irem                         | Només al Japó |
| Navy Blue                                                   | 02/14/92           | I'Max                        | Només al Japó |
| Naza no Fuuin                                               | 10/23/87           | ASCII Entertainment          | Només al Japó |
| Nekketsu Kakutou Densetsu                                   | 12/23/92           | Technos                      | Només al Japó |
| Nekketsu Kouha Kunio Kun                                    | 04/17/87           | Technos                      | Llançat als EUA com a Renegade |
| Nekketsu Koukou Dodge Ball Bu                               | 07/26/88           | Technos                      | Llançat als EUA com a Super Dodge Ball |
| Nekketsu Koukou Dodgeball-bu Soccer-hen                     | 05/18/90           | Technos                      | Llançat a fora del Japó com a Nintendo World Cup |
| Nekketsu Street Basket: Ganbare Dunk Heroes                 | 12/22/93           | Technos                      | Només al Japó |
| New Ghostbusters 2                                          | 12/26/90           | Hal                          | Només es va llançar al Japó i Europa |
| Nichibutsu Mahjong III                                      | 07/20/90           | Nihon Bussan                 | Només al Japó |
| Night Raider                                                | 09/30/88           | Pack-In-Video                | Només al Japó |
| Niji no Silkroad                                            | 02/22/91           | Victor Interactive           | Només al Japó, però es va traduir a l'anglès per fans a través de l'emulació, llavors es va dir Rainbow Silkroad |
| Ninja Cop Saizou                                            | 11/17/89           | Taito                        | Llançat a fora del Japó com a Wrath of the Black Manta |
| Ninja Crusaders                                             | 12/14/90           | Sammy                        | |
| Ninja Hattori Kun                                           | 03/05/86           | Hudson Soft                  | Només al Japó |
| Ninja Jajamaru Kun                                          | 11/15/85           | Jaleco                       | Només al Japó |
| Ninja Jajamaru: Ginga Daisakusen                            | 03/29/91           | Jaleco                       | Només al Japó, però en el prototip en anglès va ser sota el nom de Squashed. |
| Ninja Kun                                                   | 05/10/85           | Jaleco                       | Només al Japó |
| Ninja Kun: Ashura no Shou                                   | 05/27/88           | UPL                          | Només al Japó, es va planejar de ser llançat als EUA com a Ninja Taro |
| Ninja Ra Hoi!                                               | 08/09/90           | ASCII Entertainment          | Només al Japó |
| Ninja Ryuukenden                                            | 12/09/88           | Tecmo                        | Llançat als EUA com a Ninja Gaiden i a Europa as Shadow Warriors |
| Ninja Ryuukenden II                                         | 04/06/90           | Tecmo                        | Llançat als EUA com a Ninja Gaiden II: The Dark Sword of Chaos i a Europa com a Shadow Warriors II |
| Ninja Ryuukenden III                                        | 06/21/91           | Tecmo                        | Llançat als EUA com a Ninja Gaiden III: The Ancient Ship of Doom |
| Ninja Jajamaru: Ginga Daisakusen                            | 03/29/91           | Jaleco                       | Només al Japó |
| Nippon Ichi no Nakantoku                                    | 08/10/90           | Asmik Ace                    | Només al Japó |
| Nishimura Kyoutarou Mystery: Blue Train Satsujin Jiken      | 01/20/89           | Irem                         | Només al Japó |
| Nobunaga no Yabou: Bushou Fuuunroku                         | 12/21/91           | Koei                         | Només al Japó |
| Nobunaga no Yabou: Sengouku Gunyuuden                       | 02/03/90           | Koei                         | Llançat als EUA com a Nobunaga's Ambition 2 |
| Nobunaga no Yabou: Zenkokuban                               | 03/18/88           | Koei                         | Llançat als EUA com a Nobunaga's Ambition |
| North and South                                             | 09/21/90           | Kemco                        | |
| Nuts & Milk                                                 | 07/28/84           | Hudson Soft                  | Només al Japó |
| Nyuuyouko Nyankiisu                                         | 04/05/91           | Atlus                        | Només al Japó |
| O                                                           |                    |                              | |
| Obake no Q Tarou: Wan Wan Panic                             | 12/16/85           | Bendai                       | Llançat als EUA com a Chubby Cherub |
| Obocchamakun                                                | 04/05/91           | Tecmo                        | Només al Japó |
| Ochinnitoshi Puzzle Tonjan!?                                | 09/29/89           | Jaleco                       | Només al Japó |
| Oeka Kids - Anpanman no Hiragana Daisuki                    | 03/26/91           | Bandai                       | Només al Japó |
| Olympus no Tatakai                                          | 03/28/88           | Imagineer                    | Llançat als EUA com a Battle of Olympus |
| Onyanko Town                                                | 11/21/85           | Pony Canyon                  | Només al Japó |
| Operation Wolf                                              | 03/31/89           | Taito                        | |
| Osomatsu-Kun: Back to Zami no Deppa                         | 12/08/89           | Bandai                       | Només al Japó |
| Otaku no Seiza                                              | 07/31/91           | M&M                          | Només al Japó |
| Othello                                                     | 10/13/86           | Kawada                       | |
| Outlanders                                                  | 12/04/87           | Victor Interactive           | Només al Japó |
| Over Horizon                                                | 04/26/91           | Hot B                        | Llançat a Europa, però no als EUA |
| P                                                           |                    |                              | |
| Pac-Land                                                    | 11/21/85           | Namco                        | Només al Japó |
| Pac-Man                                                     | 11/02/84           | Namco                        | |
| Pachi-Slot Adventure 2                                      | 09/17/93           | Coconuts                     | Només al Japó |
| Pachi-Slot Adventure 3                                      | 05/13/94           | Coconuts                     | Només al Japó |
| Pachinko                                                    | 11/21/85           | Toshiba EMI                  | Només al Japó |
| Pachinko Daisakusen                                         | 07/19/91           | Coconuts                     | Només al Japó |
| Pachinko Daisakusen 2                                       | 07/10/92           | Coconuts                     | Només al Japó |
| Pachiokun 2                                                 | 01/30/89           | Coconuts                     | Només al Japó |
| Pachiokun 3                                                 | 10/26/90           | Coconuts                     | Només al Japó |
| Pachiokun 4                                                 | 11/22/91           | Coconuts                     | Només al Japó |
| Pachiokun 5                                                 | 06/11/93           | Coconuts                     | Només al Japó |
| Palamedes                                                   | 07/06/90           | Hot B                        | |
| Palamedes 2                                                 | 05/17/91           | Hot-B                        | Només al Japó |
| Paperboy                                                    | 01/30/91           | Altron                       | |
| Parareru World                                              | 08/10/90           | Varie                        | Només al Japó |
| Parasol Henbee                                              | 02/15/91           | Epoch                        | Només al Japó |
| Paris-Dakar Rally Special                                   | 02/03/88           | CBS Sony Group               | Només al Japó |
| Parodius Da!                                                | 11/30/90           | Konami                       | Llançat a Europa com a Parodius |
| Paw Man                                                     | 12/14/90           | Irem                         | Només al Japó |
| Paw Man Part 2                                              | 12/20/91           | Irem                         | Només al Japó |
| Penguin-Kun Wars                                            | 12/25/85           | ASCII Entertainment          | Només al Japó |
| Perfect Bowling                                             | 07/25/89           | Tonkin House                 | Només al Japó |
| Photon                                                      | 08/28/87           | Takara                       | |
| Pinball                                                     | 02/02/84           | Nintendo                     | |
| Pinball Quest                                               | 12/15/89           | Jaleco                       | |
| Pipa Time                                                   | 08/10/90           | Sanritsu Denki               | Només al Japó |
| Pizza Pop                                                   | 01/07/92           | Jaleco                       | Només al Japó |
| Plasma Ball                                                 | 03/27/92           | Jaleco                       | Només al Japó |
| Pocket Zaurus: Ju Ouken no Nazo                             | 02/27/87           | Bandai                       | Només al Japó |
| Pokkun Mogura                                               | 12/08/89           | IGS                          | Només al Japó |
| Pole to Finish                                              | 01/31/89           | Data East                    | Només al Japó |
| Pooyan                                                      | 09/20/85           | Hudson Soft                  | Només al Japó |
| Popeye                                                      | 07/15/83           | Nintendo                     | |
| Popeye no Eigo Asobi                                        | 11/22/83           | Nintendo                     | Només al Japó, homòleg de Donkey Kong Jr. Math implicant en Popeye i lletrejant en anglès. |
| Portpia Renzoku Satsujin Jiken                              | 11/29/85           | Enix                         | Només al Japó |
| Power Blazer                                                | 04/20/90           | Taito                        | Llançat als EUA com a Power Blade |
| Power Soccer                                                | 03/30/90           | Tokuma Shoten                | Només al Japó |
| Predator                                                    | 03/10/88           | Pack-In-Video                | |
| President no Sentaku                                        | 03/02/90           | Hot-B                        | Només al Japó |
| Pro Wrestling                                               | 10/21/86           | Nintendo                     | |
| Pro Yakyuu Family Stadium                                   | 12/10/86           | Namco                        | Llançat als EUA com a RBI Baseball |
| Pro Yakyuu Family Stadium '87                               | 12/22/87           | Namco                        | Llançat als EUA com a RBI Baseball 2 |
| Pro Yakyuu Family Stadium '88                               | 12/20/88           | Namco                        | Llançat als EUA com a RBI Baseball 3 |
| Pro Yakyuu Satsujin Jiken!                                  | 12/24/88           | Capcom                       | Només al Japó |
| Puyo Puyo                                                   | 07/23/93           | Electro Brain Corp.          | Només al Japó |
| Puzzlot                                                     | 02/28/92           | Sammy                        | Només al Japó |
| Puzznic                                                     | 07/19/91           | IGS                          | |
| Pyjama Hero                                                 | 12/07/90           | Capcom                       | Llançat a fora del Japó com a Little Nemo: The Dream Master |
| Pyokotan no Daimeiro                                        | 03/19/93           | Sunsoft                      | Només al Japó |
| Q                                                           |                    |                              | |
| Quarterback Scramble                                        | 12/19/89           | Pony Canyon                  | Només al Japó |
| Quarth                                                      | 04/13/90           | Konami                       | Només al Japó |
| Quinty                                                      | 06/27/89           | Namco                        | Llançat als EUA com a Mendel Palace |
| Quiz Project Q: Cutie Project & Battle 1000                 | 05/29/92           | Hect                         | Només al Japó |
| R                                                           |                    |                              | |
| Racer Mini Shiku                                            | 08/25/89           | Konami                       | Només al Japó |
| Radia Senki: Reimeihen                                      | 11/15/91           | Tecmo                        | Només al Japó |
| Raf World                                                   | 08/10/90           | Sunsoft                      | Llançat als EUA com a Journey to Silius |
| Raid on Bungeling Bay                                       | 02/22/85           | Hudson Soft                  | |
| Rainbow Islands                                             | 07/26/88           | Taito                        | |
| Rambo                                                       | 12/04/87           | Pack-In-Video                | |
| Rampart                                                     | 11/29/91           | Konami                       | |
| Recca                                                       | 07/17/92           | Naxat Soft                   | Només al Japó |
| Red Arremer II                                              | 07/17/92           | Capcom                       | Llançat a fora del Japó com a Gargoyle's Quest II |
| Rekka no Gotoku Tenka o Nusure!                             | 09/08/90           | Banpresto                    | Només al Japó |
| Ressha de Gyoukou, A                                        | 08/21/91           | Pony Canyon                  | Només al Japó |
| Ripple Island                                               | 01/23/88           | Sunsoft                      | Només al Japó |
| Road Fighter                                                | 07/11/85           | Konami                       | També es va llançar a Europa |
| Robocco Wars                                                | 08/02/91           | IGS                          | Només al Japó |
| RoboCop                                                     | 08/25/89           | Data East                    | |
| RoboCop 2                                                   | 04/02/91           | Data East                    | |
| Robot Block                                                 | 07/26/85           | Nintendo                     | Llançat als EUA com a Stack-Up |
| Robot Gyro                                                  | 08/13/85           | Nintendo                     | Llançat als EUA com a Gyromite |
| Rockman                                                     | 12/17/87           | Capcom                       | Llançat a fora del Japó com a Mega Man |
| Rockman 2                                                   | 12/24/88           | Capcom                       | Llançat a fora del Japó com a Mega Man 2 |
| Rockman 3                                                   | 09/28/90           | Capcom                       | Llançat a fora del Japó com a Mega Man 3 |
| Rockman 4                                                   | 12/06/91           | Capcom                       | Llançat a fora del Japó com a Mega Man 4 |
| Rockman 5                                                   | 12/04/92           | Capcom                       | Llançat a fora del Japó com a Mega Man 5 |
| Rockman 6                                                   | 10/05/93           | Capcom                       | Llançat als EUA com a Mega Man 6 per Nintendo |
| Rokudenashi Blues                                           | 10/29/93           | Bandai                       | Només al Japó |
| Rollerball                                                  | 12/20/88           | HAL                          | |
| Rolling Thunder                                             | 03/17/89           | Namco                        | |
| Romancia                                                    | 10/30/87           | Falcom                       | Només al Japó |
| Route 16 Turbo                                              | 10/04/85           | Sunsoft                      | Només al Japó |
| Royal Blood                                                 | 08/29/91           | Koei                         | Llançat als EUA com a Gemfire |
| RPG Jinsei Game                                             | 11/26/93           | Takara                       | Només al Japó |
| Ryou Maboroshi Doushi                                       | 09/16/88           | Pony Canyon                  | Només al Japó |
| S                                                           |                    |                              | |
| Sabaku no Kitsune                                           | 04/28/88           | Kemco                        | Llançat als EUA com a Desert Commander |
| Saikoushi Sedi                                              | 12/24/88           | Fuji Television              | Només al Japó |
| Saint Seiya                                                 | 08/10/87           | Bandai                       | Només al Japó |
| Saint Seiya 2                                               | 05/30/88           | Bandai                       | Només al Japó |
| Saiyuuki World                                              | 11/11/88           | Jaleco                       | Només al Japó |
| Saiyuuki World 2                                            | 12/07/90           | Jaleco                       | Llançat als EUA com a Whomp 'Em |
| Sakigake!! Otokojuku                                        | 03/03/89           | Bandai                       | Només al Japó |
| Salad no Kuni no Tomato Hime                                | 05/27/88           | Hudson Soft                  | Llançat als EUA com a Princess Tomato in the Salad Kingdom |
| Salamander                                                  |                    | Konami                       | Llançat a fora del Japó com a Life Force |
| San Goku Shi                                                | 10/30/88           | Koei                         | Llançat als EUA com a Romance of the Three Kingdoms |
| San Goku Shi II                                             | 11/02/90           | Koei                         | Llançat als EUA com a Romance of the Three Kingdoms II |
| San Goku Shi: Nakahara no Hasha                             | 07/29/88           | Namco                        | Només al Japó |
| San Goku Shi II: Nakahara no Hasha                          | 06/10/92           | Namco                        | Només al Japó |
| Sanada Juu Yuushi                                           | 06/24/88           | Kemco                        | Només al Japó |
| Sanma no Meitantei                                          | 04/02/87           | Namco                        | Només al Japó |
| Sanrio Carnival                                             | 11/22/90           | Character Soft               | Només al Japó |
| Sanrio Carnival 2                                           | 01/14/93           | Character Soft               | Només al Japó |
| Sanrio Cup                                                  | 07/17/92           | Character Soft               | Només al Japó |
| Sansara Naga                                                | 03/23/90           | Victor Interactive           | Només al Japó |
| Satomi Hakkenden                                            | 01/20/89           | SNK                          | Només al Japó |
| Satsui no Kaisou                                            | 01/07/88           | Hal                          | Només al Japó |
| SD Battle Oozumou                                           | 04/20/90           | Banpresto                    | Només al Japó |
| SD Gundam 2                                                 | 06/25/89           | Bandai                       | Només al Japó |
| SD Gundam 3                                                 | 12/22/90           | Bandai                       | Només al Japó |
| SD Gundam Gachapon Senshi 4: NewType Story                  | 12/21/91           | Bandai                       | Només al Japó |
| SD Gundam Gachapon Senshi 5                                 | 12/22/92           | Bandai                       | Només al Japó |
| SD Gundam Gaiden: Night Gundam Monogatari                   | 08/11/90           | Bandai                       | Només al Japó |
| SD Gundam Gaiden: Night Gundam Monogatari 2                 | 10/12/91           | Bandai                       | Només al Japó |
| SD Gundam Gaiden: Night Gundam Monogatari 3                 | 10/23/92           | Bandai                       | Només al Japó |
| SD Gundam: Gundam Wars                                      | 04/23/93           | Bandai                       | Només al Japó |
| SD Hero Soukessen                                           | 07/07/90           | Banpresto                    | Només al Japó |
| SD Keiji Blader                                             | 08/02/91           | Taito                        | Només al Japó |
| Section Z                                                   | 05/25/87           | Capcom                       | |
| Seicross                                                    | 05/15/86           | Nihon Bussan                 | |
| Seikima II                                                  | 12/25/86           | CBS Sony Group               | Només al Japó |
| Seirei Densetsu Lickle                                      | 06/26/92           | Taito                        | Només al Japó |
| Seirei Gari                                                 | 12/08/89           | Hudson Soft                  | Només al Japó |
| Sekiryuou                                                   | 02/10/89           | Sunsoft                      | Només al Japó |
| Sendai no Tomio no Daiginnan                                | 11/07/90           | Face                         | Només al Japó |
| Senjou no Ookami                                            | 09/27/86           | Capcom                       | Llançat als EUA com a Commando |
| Shadow Brain                                                | 03/21/91           | Pony Canyon                  | Només al Japó |
| Shadowgate                                                  | 03/31/89           | Kemco                        | |
| Shanghai                                                    | 12/04/87           | Sunsoft                      | Només al Japó |
| Shanghai II                                                 | 08/24/90           | Sunsoft                      | Només al Japó |
| Sherlock Holmes: Hakushaku Reijou Yuukai Jiken              | 12/11/86           | Towachiki                    | Només al Japó |
| Shikinjo                                                    | 04/26/91           | Toei                         | Només al Japó |
| Shin 4-Jin Uchi Mahjong: Yakuman Tengoku                    | 06/28/91           | Nintendo                     | Només al Japó |
| Shin Moero!! Pro Yakyuu                                     | 07/13/89           | Jaleco                       | Llançat als EUA com a Bases Loaded 3 |
| Shin Satomi Hakkenden                                       | 12/08/89           | Toei                         | Només al Japó |
| Shinjinrui                                                  | 02/10/87           | Rikoe Remix                  | Només al Japó |
| Shinsenden                                                  | 12/15/89           | Irem                         | Només al Japó |
| Shogi Meikan '92                                            | 01/30/92           | Hect                         | Només al Japó |
| Shogi Meikan '93                                            | 12/04/92           | Hect                         | Només al Japó |
| Shogun                                                      | 05/27/88           | Hect                         | Només al Japó |
| Shounen Ashibe Nepal Daibouken no Maki                      | 11/15/91           | Takara                       | Només al Japó |
| Shuffle Fight                                               | 10/09/92           | Banpresto                    | Només al Japó |
| Shuffle Puck Cafe                                           | 10/21/90           | Pony Canyon                  | Només al Japó |
| Side Pocket                                                 | 10/30/87           | Namco                        | |
| Silver Saga                                                 | 07/24/92           | Seta                         | Només al Japó |
| Sky Destroyer                                               | 11/14/85           | Taito                        | Només al Japó |
| Sky Kid                                                     | 08/22/86           | Namco                        | |
| Snow Brothers                                               | 12/06/91           | Toaplan                      | |
| Soccer                                                      | 04/09/85           | Nintendo                     | |
| Softball Tengoku                                            | 10/27/89           | Tonkin House                 | Llançat als EUA com a Dusty Diamond's All-Star Softball |
| Solar Jetman: Hunt for the Golden Warship                   |                    | Tradewest                    | |
| Solitaire                                                   |                    | American Video Entertainment | |
| Solomon no Kagi                                             | 07/30/86           | Tecmo                        | Llançat a fora del Japó com a Solomon's Key |
| Solomon no Kagi 2                                           | 01/24/92           | Tecmo                        | Llançat als EUA com a Fire 'n Ice i a Europa com a Solomon's Key 2 |
| Solstice                                                    | 07/20/90           | Epic Sony Record             | |
| SonSon                                                      | 02/08/86           | Capcom                       | Només al Japó |
| Soreike! Anapanman Minna de Hiking Game                     | 03/20/92           | Bandai                       | Només al Japó |
| Space Harrier                                               | 01/06/89           | Takara                       | Només al Japó |
| Space Hunter                                                | 09/25/86           | Kemco                        | Només al Japó |
| Space Invaders                                              | 04/17/85           | Taito                        | Només al Japó |
| Spartan X                                                   | 06/21/85           | Nintendo                     | Llançat als EUA com a Kung Fu |
| Spartan X 2                                                 | 09/27/91           | Irem                         | Només al Japó, també conegut com a Kung Fu 2 |
| Special Shadow                                              | 02/20/89           | Bandai                       | Només al Japó |
| Spelunker                                                   | 12/07/85           | Irem                         | |
| Spelunker II: Yuushahe no Chousen                           | 09/18/87           | Irem                         | Només al Japó |
| Splatterhouse: Wanpaku Graffiti                             | 07/31/89           | Namco                        | Només al Japó |
| Spot: The Game                                              | 10/16/92           | Bullet Proof Software        | |
| Spy vs. Spy                                                 | 04/26/86           | Kemco                        | |
| Sqoon                                                       | 06/26/86           | Irem                         | |
| Square no Tom Sawyer                                        | 11/30/89           | Squaresoft                   | Només al Japó |
| Star Force                                                  | 06/25/85           | Hudson Soft                  | |
| Star Luster                                                 | 12/06/85           | Hudson Soft                  | Només al Japó |
| Star Soldier                                                | 06/13/86           | Hudson Soft                  | |
| Star Wars                                                   | 12/04/87           | Namco                        | Només al Japó, joc diferent del llançament als EUA |
| Star Wars: Teikoku no Gyakushuu                             | 03/12/93           | JVC                          | Llançat als EUA com a The Empire Strikes Back |
| Stargate                                                    | 09/24/87           | HAL                          | Llançat als EUA com a Defender II |
| Sted                                                        | 07/27/90           | K Amusement                  | Només al Japó |
| Stick Hunter                                                | 12/18/87           | K Amusement                  | Només al Japó |
| Sugoro Quest: Dice no Senshi Tachi                          | 06/28/91           | Technos                      | Només al Japó |
| Suikoden                                                    | 06/25/90           | Koei                         | Només al Japó |
| Sukeban Keiji III                                           | 01/22/88           | Toei                         | Només al Japó |
| Super Arabian                                               | 07/25/85           | Sunsoft                      | Només al Japó |
| Super Black Onyx                                            | 07/14/88           | Bullet Proof Software        | Només al Japó |
| Super Chinese                                               | 06/20/86           | Namco                        | Llançat als EUA com a Kung Fu Heroes |
| Super Chinese 2                                             | 05/26/89           | Culture Brain                | Llançat als EUA com a Little Ninja Brothers |
| Super Chinese 3                                             | 03/01/91           | Culture Brain                | Només al Japó |
| Super Contra                                                | 02/02/90           | Konami                       | Llançat als EUA com a Super C i a Europa com a Probotector 2 |
| Super Dynamix Badminton                                     | 08/26/88           | Vap                          | Només al Japó |
| Super Express Satsujin Jiken                                | 03/02/90           | Irem                         | Només al Japó |
| Super Mario Bros.                                           | 09/13/85           | Nintendo                     | |
| Super Mario Bros. 3                                         | 10/23/88           | Nintendo                     | |
| Super Mario USA                                             | 09/16/92           | Nintendo                     | Primerament va ser llançat a fora del Japó com a Super Mario Bros. 2 |
| Super Mario Bros. 4                                         | 199?               | pirated                      | |
| Super Momotarou Dentetsu                                    | 03/20/92           | Hudson Soft                  | Només al Japó |
| Super Monkey Daibouken                                      | 11/21/86           | Vap                          | Només al Japó |
| Super Pinball                                               | 08/23/88           | Coconuts                     | Només al Japó |
| Super Pitfall                                               | 09/05/86           | Pony Canyon                  | |
| Super Real Baseball                                         | 07/30/88           | Vap                          | Només al Japó |
| Super Rugby                                                 | 12/27/89           | TSS                          | Només al Japó |
| Super Sprint                                                | 08/03/91           | Altron                       | |
| Super Star Force                                            | 11/11/86           | Kemco                        | Només al Japó |
| Super Star Pro Wrestling                                    | 12/09/89           | Pony Canyon                  | Llançat com a WCW Wrestling als EUA; el protagonista canviava de la llista d'estrelles llegendàries de la National Wrestling Alliance al Japó.                                                                             |
| Super Xevious: Ganpu no Nazo                                | 09/19/86           | Namco                        | Només al Japó |
| Superman                                                    | 12/26/87           | Kemco                        | |
| Suzugou                                                     | 08/30/90           | Victor Interactive           | Només al Japó |
| Swat                                                        | 09/11/87           | Toei                         | Només al Japó |
| Sweet Home                                                  | 12/15/89           | Capcom                       | Només al Japó, creguda a la inspiració de Resident Evil |
| Sword Master                                                | 12/21/90           | Athena                       | |
| T                                                           |                    |                              | |
| Tag Team Pro Wrestling                                      | 04/02/86           | Namco                        | Publicat als EUA com a Tag Team Wrestling |
| Taito Basketball                                            | 04/26/91           | Taito                        | Només al Japó |
| Taito Chase H.Q.                                            | 12/08/89           | Taito                        | Només al Japó |
| Taito Grand Prix                                            | 12/18/87           | Taito                        | Només al Japó |
| Taiyou no Shinden                                           | 08/03/88           | Tokyo Shoseki                | Només al Japó |
| Taiyou no Yuusha Firebird                                   | 01/11/92           | Irem                         | Només al Japó |
| Takahashi Meijin no Bouken Shima                            | 09/12/86           | Hudson Soft                  | Publicat als EUA com a Adventure Island |
| Takahashi Meijin no Bouken Shima II                         | 04/26/91           | Hudson Soft                  | Publicat als EUA com a Adventure Island II |
| Takahashi Meijin no Bouken Shima III                        | 07/31/92           | Hudson Soft                  | Publicat als EUA com a Adventure Island III |
| Takahashi Meijin no Bouken Shima IV                         | 06/24/94           | Hudson Soft                  | Només al Japó, però es va traduir per un grup de fans a través de l'emulació com a Adventure Island IV |
| Takahashi Meijin no Bug-tte Honey                           | 06/05/87           | Hudson Soft                  | Només al Japó |
| Takeda Shingen                                              | 03/28/88           | Hot-B                        | Només al Japó |
| Takeda Shingen 2                                            | 06/??/90           | Hot-B                        | Publicat als EUA com a Shingen the Ruler |
| Takeshi Castle                                              | --/--/87           | Bandai                       | Només al Japó |
| Takeshi no Chousenjou                                       | 12/10/86           | Taito                        | Només al Japó |
| Takeshi no Sengoku Fuuunko                                  | 11/25/88           | Taito                        | Només al Japó |
| Tamura Teruaki no Mahjong Seminar                           | 09/21/90           | Pony Canyon                  | Només al Japó |
| Tanikawa Koji no Shogi Shinan II                            | 03/18/88           | Pony Canyon                  | Només al Japó |
| Tanikawa Koji no Shogi Shinan III                           | 09/14/89           | Pony Canyon                  | Només al Japó |
| Tantei Jinguji Saburo: Toki no Sugi Yukumamani...           | 09/28/90           | Data East                    | Només al Japó |
| Tao                                                         | 12/01/89           | Vap                          | Només al Japó |
| Tashiro Masashi no Princess ga Ippai                        | 10/27/89           | Epic Sony Record             | Només al Japó |
| Tatakai no Banka                                            | 12/24/86           | Capcom                       | Publicat a fora del Japó com a Trojan |
| Tatake!! Ramen-Man                                          | 08/10/88           | Bandai                       | Només al Japó |
| Tecmo Bowl                                                  | 11/30/90           | Tecmo                        | |
| Tecmo Super Bowl                                            | 12/13/91           | Tecmo                        | |
| Tecmo World Cup Soccer                                      | 12/07/90           | Tecmo                        | |
| Teenage Mutant Ninja Turtles                                | 12/07/90           | Konami                       | Publicat a fora del Japó com a Teenage Mutant Ninja Turtles II: The Arcade Game |
| Teenage Mutant Ninja Turtles II                             | 12/13/91           | Konami                       | Publicat als EUA com a Teenage Mutant Ninja Turtles III: The Manhattan Project |
| Tenchi o Kurau                                              | 05/19/89           | Capcom                       | Publicat als EUA com a Destiny of an Emperor |
| Tenchi o Kurau II                                           | 04/05/91           | Capcom                       | Només al Japó, també conegut com a Destiny of an Emperor 2 |
| Tennis                                                      | 01/14/84           | Nintendo                     | |
| Terao no Dosukoi Oozumou                                    | 11/24/89           | Jaleco                       | Només al Japó |
| Terminator 2: Judgment Day                                  | 06/26/92           | Pack-In-Video                | |
| Terra Cresta                                                | 09/27/86           | Nihon Bussan                 | |
| Tetra Star                                                  | 05/24/91           | Taito                        | Només al Japó |
| Tetris                                                      | 12/22/88           | Bullet Proof Software        | Només al Japó, joc diferent del llançament als EUA |
| Tetris 2 + Bombliss                                         | 12/13/91           | Bullet Proof Software        | Només al Japó, Tetris 2 en aquest cas es diu actualment com Tetris, no pas Tetris Flash, i el Bombliss va ser Publicat per Game Boy, als EUA com a Tetris Blast                                                            |
| Tetris Flash                                                | 09/21/93           | Nintendo                     | Publicat als EUA com a Tetris 2 |
| Tetsudou-Oh                                                 | 12/13/91           | DB Soft                      | Només al Japó |
| Tetsuwan Atom                                               | 02/26/88           | Konami                       | Només al Japó, també conegut com a Astro Boy |
| Thexder                                                     | 12/19/85           | Squaresoft                   | Només al Japó |
| Thunderbirds                                                | 09/29/89           | Pack-In-Video                | |
| Tiger-Heli                                                  | 12/05/86           | Pony Canyon                  | |
| Time Zone                                                   | 10/25/91           | Sigma Entertainment          | Només al Japó |
| Times of Lore                                               | 12/07/90           | Toho                         | Només al Japó |
| Tiny Toon Adventures                                        | 12/20/91           | Konami                       | |
| Tiny Toon Adventures 2: Trouble in Wacky Land               | 11/27/92           | Konami                       | |
| Titan                                                       | 08/10/90           | Sofel                        | Només al Japó |
| TM Network Live in Power Bowl                               | 12/22/89           | Epic Sony Record             | Només al Japó |
| Tokkyuu Shirei Soul Brain                                   | 10/26/91           | Angel Studios                | Publicat a fora del Japó com a Shatterhand |
| Tokoro-San no Mamorumo Semerumo                             | 06/27/87           | Epic Sony Record             | Només al Japó |
| Tokyo Pachi-Slot Adventure                                  | 12/13/91           | Coconuts                     | Només al Japó |
| Tom and Jerry                                               | 11/13/92           | Altron                       | |
| Top Gun                                                     | 12/11/87           | Konami                       | |
| Top Gun 2                                                   | 12/15/89           | Konami                       | Publicat a fora del Japó com a Top Gun: Second Mission |
| Top Management                                              | 12/12/90           | Koei                         | Només al Japó |
| Top Rider                                                   | 12/17/88           | Varie                        | Només al Japó |
| Top Striker                                                 | 10/22/92           | Namco                        | Només al Japó |
| Topple Zip                                                  | 10/09/87           | Bandai                       | Només al Japó |
| Totsugeki! Fuuun Takeshi Shiro                              | --/--/87           | Bandai                       | Només al Japó |
| Totsuzen! Macho Man                                         | 12/02/88           | Vic Tokai                    | Publicat als EUA com a Amagon |
| Touch                                                       | 03/14/87           | Toho                         | Només al Japó |
| Touhou Kenbunku                                             | 11/10/88           | Natsume                      | Només al Japó |
| Toukaidou Gojuu-San Shi                                     | 07/03/86           | Sunsoft                      | Només al Japó |
| Toukon Club                                                 | 07/24/92           | Jaleco                       | Només al Japó |
| Transformers: Convoy no Nazo                                | 12/05/86           | Takara                       | Només al Japó |
| Triathron, The                                              | 12/16/88           | K Amusement                  | Només al Japó |
| Tsuppari Oozumou                                            | 09/18/87           | Tecmo                        | Només al Japó |
| Tsuppari Wars                                               | 06/28/91           | Sammy                        | Només al Japó |
| Tsuri Kichi Sanpei                                          | 03/17/88           | Victor Interactive           | Només al Japó |
| Tsuru Pikahage Maru: Mezase! Tsuruseko no Akashi            | 12/13/91           | Jaleco                       | Només al Japó |
| Twin Eagle                                                  | 04/12/91           | Romstar                      | |
| TwinBee                                                     | 01/04/86           | Konami                       | Només al Japó |
| TwinBee 3                                                   | 09/29/89           | Konami                       | Només al Japó |
| U                                                           |                    |                              | |
| Uchuu Keibitai                                              | 09/07/90           | Hal                          | Només al Japó |
| Ucuusen Cosmo Carrier                                       | 11/06/87           | Jaleco                       | Només al Japó |
| Uddeipoko                                                   | 06/20/87           | DB Soft                      | Només al Japó |
| Ultima                                                      | 10/09/87           | Pony Canyon                  | Llançat als EUA com a Ultima: Exodus |
| Ultima: Seisha he no Michi                                  | 09/20/89           | Pony Canyon                  | Llançat als EUA com a Ultima: Quest of the Avatar |
| Ultraman Club (1992)                                        | 12/25/92           | Angel                        | Només al Japó |
| Ultraman Club (1993)                                        | 04/23/93           | Bandai                       | Només al Japó |
| Ultraman Club 2: Kitte Kita Ultraman Club                   | 04/07/90           | Bandai                       | Només al Japó |
| Ultraman Club 3                                             | 12/29/91           | Bandai                       | Només al Japó |
| Untouchables                                                | 12/20/91           | Altron                       | Llançat als EUA com a The Untouchables |
| Urban Champion                                              | 11/14/84           | Nintendo                     | |
| Urusei Yatsura: Ram no Wedding Bell                         | 10/23/86           | Jaleco                       | Només al Japó |
| US Championship V'Ball                                      | 11/10/89           | Technos                      | Llançat a fora del Japó com a Super Spike V'Ball |
| USA Ice Hockey in FC                                        | 03/06/93           | Jaleco                       | Només al Japó |
| Ushio Totora                                                | 07/09/93           | Yutaka                       | Només al Japó |
| V                                                           |                    |                              | |
| Valkyrie no Bouken: Toki no Kagi Densetsu                   | 08/01/86           | Namco                        | Només al Japó, també conegut com a Legend of Valkyrie, The |
| Vegas Connection                                            | 11/24/89           | Sigma Entertainment          | Només al Japó |
| Venus Senki                                                 | 10/14/89           | Varie                        | Només al Japó |
| Viva Las Vegas                                              | 09/30/88           | Epic Sony Record             | Només al Japó |
| Volguard II                                                 | 12/07/85           | DB Soft                      | Només al Japó |
| Volleyball                                                  | 07/21/86           | Nintendo                     | |
| W                                                           |                    |                              | |
| Wagyan Land                                                 | 02/09/89           | Namco                        | Només al Japó |
| Wagyan Land 2                                               | 12/14/90           | Namco                        | Només al Japó |
| Wagyan Land 3                                               | 12/08/92           | Namco                        | Només al Japó |
| Wai Wai World                                               | 01/14/88           | Konami                       | Només al Japó |
| Wai Wai World 2: SOS!! Paseri Jou                           | 01/05/91           | Konami                       | Només al Japó |
| Wanpaku Duck Yume Bouken                                    | 01/26/90           | Capcom                       | Llançat a fora del Japó com a DuckTales |
| Wanpaku Kokkun no Gourmet World                             | 04/24/92           | Taito                        | Llançat a fora del Japó com a Panic Restaurant |
| Wario no Mori                                               | 02/19/94           | Nintendo                     | Llançat als EUA com a Wario's Woods |
| Warpman                                                     | 07/12/85           | Namco                        | Només al Japó |
| Western Kids                                                | 09/13/91           | Visco                        | Llançat als EUA com a Cowboy Kid |
| White Lion Densetsu                                         | 07/14/89           | Kemco                        | Llançat als EUA com a Legend of the Ghost Lion |
| Wild Gunman                                                 | 02/18/84           | Nintendo                     | |
| Willow                                                      | 07/18/89           | Capcom                       | |
| Wily and Light no Rockboard: That's Paradise                | 1993               | Capcom                       | Només al Japó |
| Winners Cup                                                 | 08/12/88           | Data East                    | Només al Japó |
| Winter Games                                                | 03/27/87           | Pony Canyon                  | |
| Wit's                                                       | 07/13/90           | Athena                       | Només al Japó |
| Wizardry I: Proving Grounds of the Mad Overlord             | 12/22/87           | ASCII Entertainment          | |
| Wizardry II: Kight of Diamonds                              | 02/21/89           | ASCII Entertainment          | |
| Wizardry III: Legacy of Llylgamyn                           | 03/09/90           | ASCII Entertainment          | Només al Japó |
| Woody Poko                                                  | 1987               | dB-Soft                      | Només al Japó |
| World Boxing                                                | 09/08/90           | T.S.S.                       | Només al Japó |
| World Grand-Prix: Pole To Finish                            | 1988               | Data East                    | Només al Japó |
| World Super Tennis                                          | 10/13/89           | Asmik                        | Llançat als EUA com a Evert and Lendl Top Players' Tennis i a Europa com a Four Players' Tennis |
| Wrecking Crew                                               | 06/18/85           | Nintendo                     | |
| WWF Wrestlemania Challenge                                  | 03/27/92           | Hot-B                        | |
| X                                                           |                    |                              | |
| Xevious                                                     | 11/08/84           | Namco                        | |
| Y                                                           |                    |                              | |
| Yie Ar Kung Fu                                              | 04/22/85           | Konami                       | Només al Japó |
| Yokohama Minato Renzoku Satsujin Jiken                      | 02/26/88           | Data East                    | Només al Japó |
| Yoshi no Cookie                                             | 11/21/92           | Nintendo                     | Llançat a fora del Japó com a Yoshi's Cookie |
| Yoshi no Tamago                                             | 12/14/91           | Nintendo                     | Llançat als EUA com a Yoshi i a Europa com a Mario & Yoshi |
| Youkai Douchuuki                                            | 06/24/88           | Namco                        | Només al Japó, també conegut com a Shadow Land |
| Youkai Club                                                 | 05/19/87           | Jaleco                       | Només al Japó |
| Yousei Monogatari RodLand                                   | 12/11/92           | Jaleco                       | Llançat a Europa com a Rodland |
| Ys                                                          | 08/26/88           | Victor Interactive           | Només al Japó |
| Ys II                                                       | 05/25/90           | Victor Interactive           | Només al Japó |
| Ys III: Wanderers from Ys                                   | 09/27/91           | Victor Interactive           | Només al Japó |
| Yume Penguin Monogatari                                     | 01/25/91           | Konami                       | Només al Japó |
| Yuu Yuu Hakusho                                             | 10/22/93           | Bandai                       | Només al Japó |
| Z                                                           |                    |                              | |
| Zanac                                                       | 11/28/86           | Pony Canyon                  | |
| Zenbi Pro Basketball                                        | 07/21/89           | Vic Tokai                    | Només al Japó |
| Zippy Race                                                  | 07/18/85           | Irem                         | Només al Japó |
| Zoids                                                       | 09/05/87           | Toshiba EMI                  | Només al Japó |
| Zoids 2                                                     | 01/27/89           | Toshiba EMI                  | Només al Japó |
| Zoids Mokushiroku                                           | 12/21/90           | Tomy                         | Només al Japó |
| Zombie Hunter                                               | 07/03/87           | Hi-Score Media Work          | Només al Japó |
| Zunou Senkan Galg                                           | 12/14/85           | DB Soft                      | Només al Japó |